# 白山市

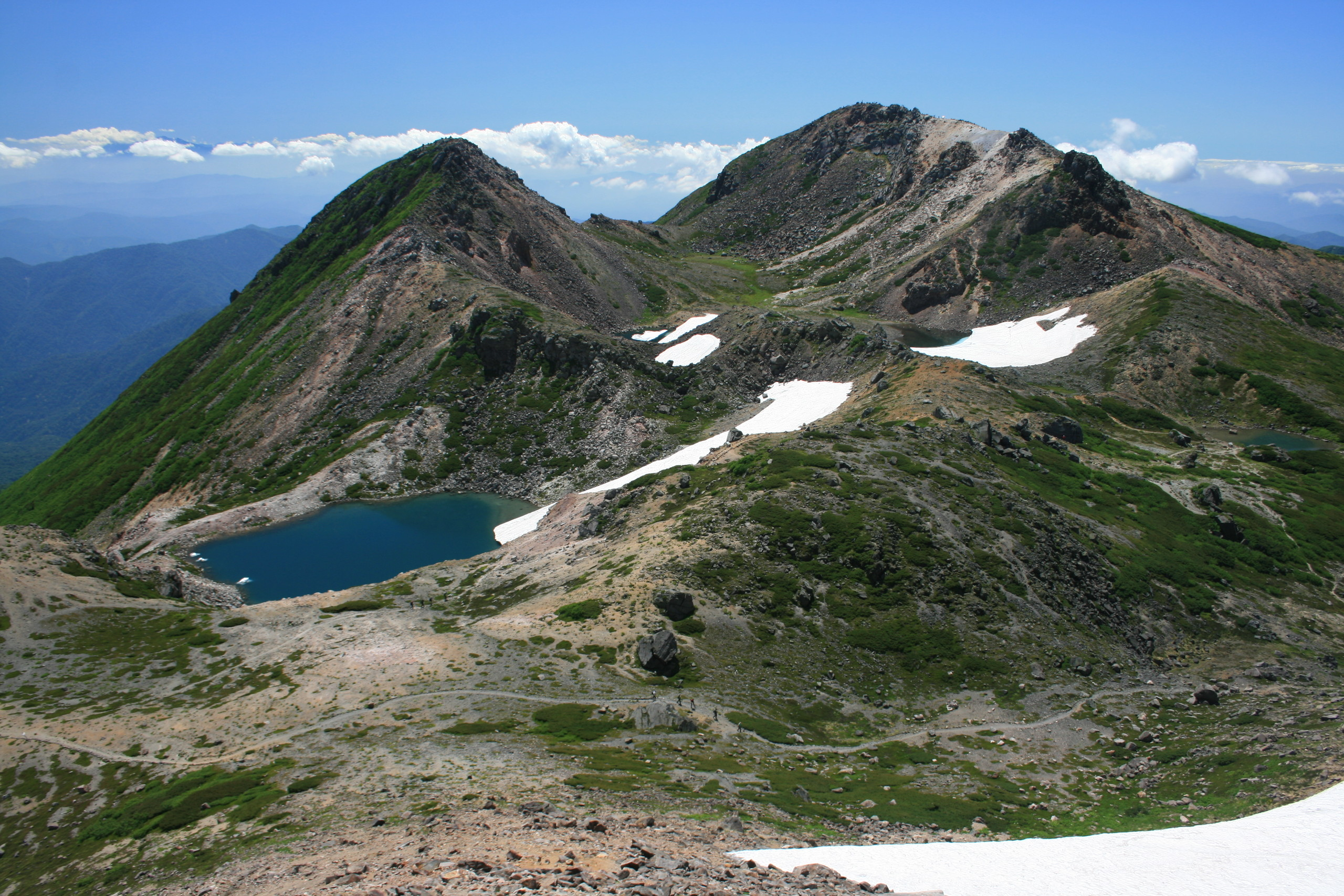
白山

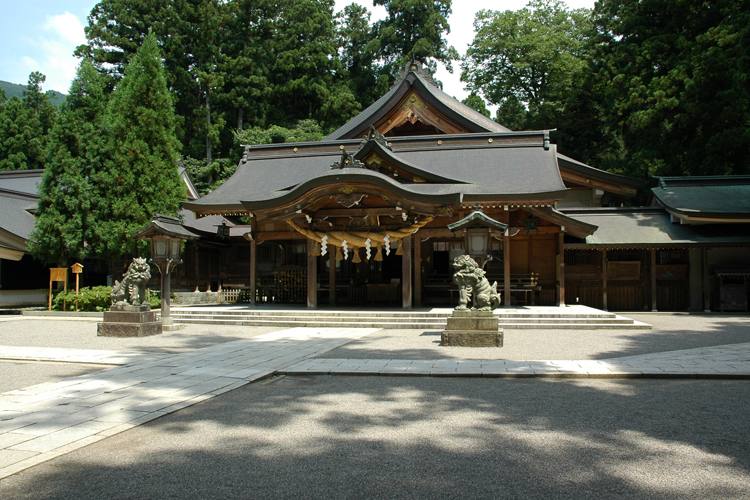
白山比咩神社

白山市（はくさんし）は、石川県の南部に位置する市。全域で白山手取川ジオパークをなす。

## 概要
2005年2月1日に旧松任市と石川郡の2町5村が新設合併して誕生した。県内の自治体で最大の面積を有し、人口は金沢市に次いで2番目に多い。
市全域が県内最大の河川である手取川の流域である。日本三名山の白山を有する市南部は山岳地域で、手取川は北へと流れる。その後、中流で西へと曲がり、市北部にあたる下流域で手取川扇状地や独特の島集落を形成して日本海へと注ぐ。白山市域は、暖流の流れる日本海の影響を受けて積雪が多い。このように日本海から白山にかけての狭い範囲で水循環（水の旅）が生み出されていることから、市全域が「山－川－海そして雪　いのちを育む水の旅」をテーマとする白山手取川ジオパークとして認定されている。
金沢市のベッドタウンとして住宅都市化が進み、更に工業都市としても急成長している。

## 地理

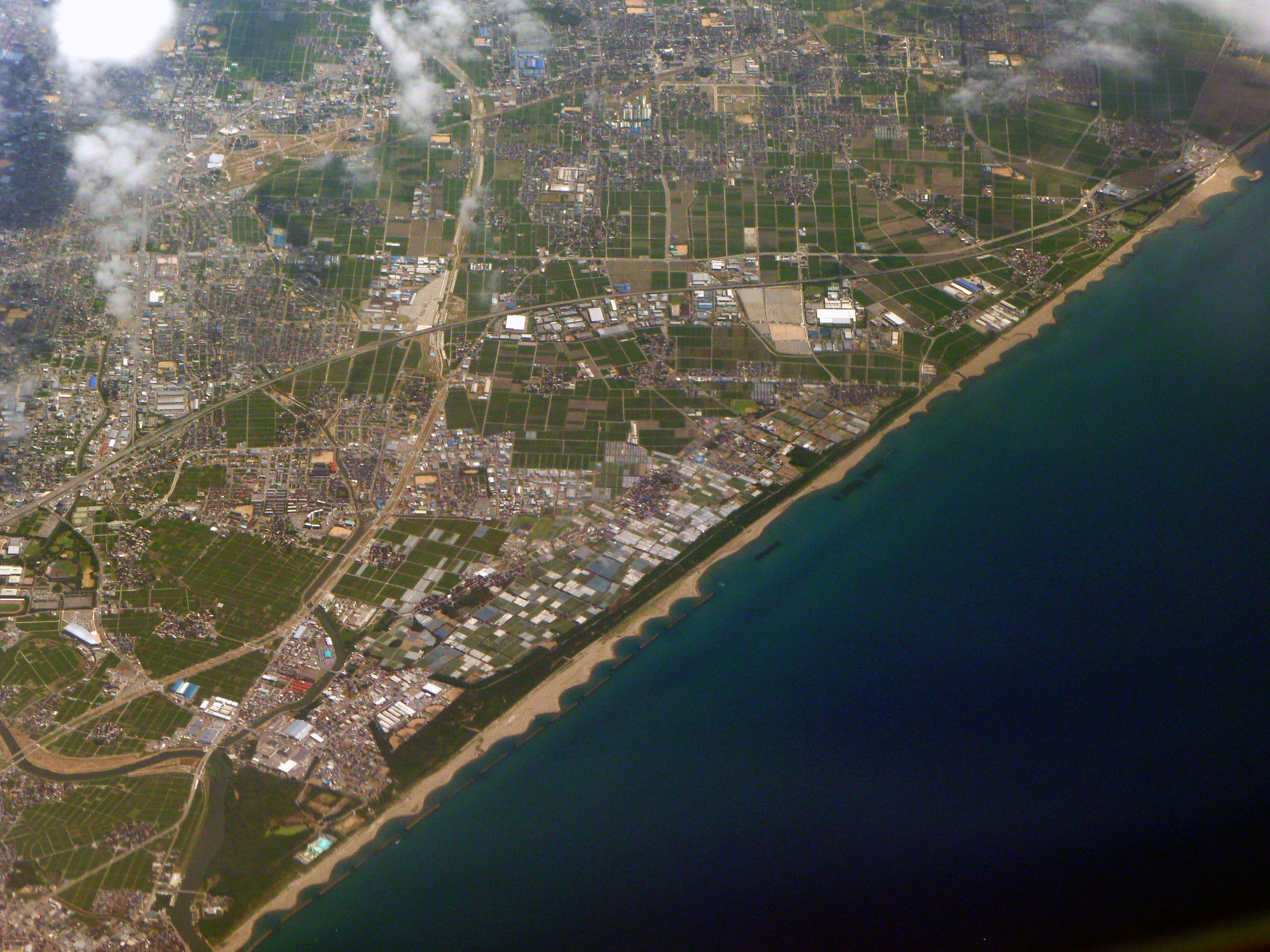
金沢平野白山市周辺空撮。左下の河川は犀川。

### 自然地理
- 山
  - 白山- 日本百名山
  - 大笠山 - 日本三百名山
  - 笈ヶ岳 - 日本二百名山
  - 七倉山
  - 三方岩岳 - 日本三百名山
  - 別山
  - 三ノ峰
  - 奈良岳
  - 大倉岳
  - 後高山（獅子吼高原）

- 海・川
  - 日本海
  - 手取川
  - 大日川
  - 尾添川
  - 直海谷川

- 湖沼・ダム
  - 手取湖 （手取川ダム）
  - 大日湖 （大日川ダム）

### 気候
| 白山河内（1991年 - 2020年）の気候  | 白山河内（1991年 - 2020年）の気候 | 白山河内（1991年 - 2020年）の気候 | 白山河内（1991年 - 2020年）の気候 | 白山河内（1991年 - 2020年）の気候 | 白山河内（1991年 - 2020年）の気候 | 白山河内（1991年 - 2020年）の気候 | 白山河内（1991年 - 2020年）の気候 | 白山河内（1991年 - 2020年）の気候 | 白山河内（1991年 - 2020年）の気候 | 白山河内（1991年 - 2020年）の気候 | 白山河内（1991年 - 2020年）の気候 | 白山河内（1991年 - 2020年）の気候 | 白山河内（1991年 - 2020年）の気候 |
| 月                                 | 1月                               | 2月                               | 3月                               | 4月                               | 5月                               | 6月                               | 7月                               | 8月                               | 9月                               | 10月                              | 11月                              | 12月                              | 年                                |
| ---------------------------------- | --------------------------------- | --------------------------------- | --------------------------------- | --------------------------------- | --------------------------------- | --------------------------------- | --------------------------------- | --------------------------------- | --------------------------------- | --------------------------------- | --------------------------------- | --------------------------------- | --------------------------------- |
| 最高気温記録 °C （°F）             | 17.9 (64.2)                       | 19.6 (67.3)                       | 23.9 (75)                         | 29.6 (85.3)                       | 32.2 (90)                         | 34.3 (93.7)                       | 37.3 (99.1)                       | 37.4 (99.3)                       | 35.5 (95.9)                       | 31.7 (89.1)                       | 26.8 (80.2)                       | 23.9 (75)                         | 37.4 (99.3)                       |
| 平均最高気温 °C （°F）             | 5.0 (41)                          | 5.9 (42.6)                        | 10.4 (50.7)                       | 17.0 (62.6)                       | 22.2 (72)                         | 25.0 (77)                         | 28.8 (83.8)                       | 30.5 (86.9)                       | 26.2 (79.2)                       | 20.6 (69.1)                       | 14.7 (58.5)                       | 8.2 (46.8)                        | 17.9 (64.2)                       |
| 日平均気温 °C （°F）               | 1.5 (34.7)                        | 1.8 (35.2)                        | 5.1 (41.2)                        | 11.3 (52.3)                       | 16.6 (61.9)                       | 20.2 (68.4)                       | 24.1 (75.4)                       | 25.2 (77.4)                       | 21.1 (70)                         | 15.3 (59.5)                       | 9.7 (49.5)                        | 4.3 (39.7)                        | 13.0 (55.4)                       |
| 平均最低気温 °C （°F）             | −1.3 (29.7)                       | −1.6 (29.1)                       | 0.8 (33.4)                        | 5.9 (42.6)                        | 11.4 (52.5)                       | 16.2 (61.2)                       | 20.5 (68.9)                       | 21.2 (70.2)                       | 17.2 (63)                         | 11.2 (52.2)                       | 5.6 (42.1)                        | 1.2 (34.2)                        | 9.0 (48.2)                        |
| 最低気温記録 °C （°F）             | −10.0 (14)                        | −8.4 (16.9)                       | −6.3 (20.7)                       | −2.9 (26.8)                       | 1.5 (34.7)                        | 7.5 (45.5)                        | 13.6 (56.5)                       | 13.7 (56.7)                       | 7.8 (46)                          | 1.7 (35.1)                        | −1.4 (29.5)                       | −8.7 (16.3)                       | −10.0 (14)                        |
| 降水量 mm （inch）                 | 340.5 (13.406)                    | 210.2 (8.276)                     | 195.6 (7.701)                     | 167.7 (6.602)                     | 162.2 (6.386)                     | 208.7 (8.217)                     | 290.8 (11.449)                    | 224.4 (8.835)                     | 235.6 (9.276)                     | 215.8 (8.496)                     | 277.9 (10.941)                    | 372.1 (14.65)                     | 2,901.4 (114.228)                 |
| 降雪量 cm （inch）                 | 217 (85.4)                        | 155 (61)                          | 56 (22)                           | 2 (0.8)                           | 0 (0)                             | 0 (0)                             | 0 (0)                             | 0 (0)                             | 0 (0)                             | 0 (0)                             | 1 (0.4)                           | 89 (35)                           | 518 (203.9)                       |
| 平均降水日数 （≥1.0 mm）           | 23.5                              | 19.2                              | 16.8                              | 13.2                              | 12.1                              | 12.5                              | 14.7                              | 11.2                              | 13.6                              | 13.5                              | 17.2                              | 22.5                              | 190.1                             |
| 平均月間日照時間                   | 51.2                              | 74.6                              | 120.9                             | 175.0                             | 196.9                             | 139.0                             | 139.8                             | 186.1                             | 138.6                             | 137.5                             | 99.5                              | 56.3                              | 1,515.4                           |
| 出典1：Japan Meteorological Agency |                                   |                                   |                                   |                                   |                                   |                                   |                                   |                                   |                                   |                                   |                                   |                                   |                                   |
| 出典2：気象庁                      |                                   |                                   |                                   |                                   |                                   |                                   |                                   |                                   |                                   |                                   |                                   |                                   |                                   |

### 隣接する自治体
- 石川県
  - 金沢市
  - 小松市
  - 能美市
  - 野々市市
  - 能美郡川北町

- 福井県
  - 大野市
  - 勝山市

- 岐阜県
  - 高山市
  - 大野郡白川村

- 富山県
  - 南砺市

## 歴史

### 自治体の変遷
- 1889年（明治22年）4月1日 - 町村制施行。以下の市町村が発足。
  - 石川郡 - 松任町、美川町、鶴来町、河内村、吉野谷村、柏野村、笠間村、笠島村、一木村、出城村、御手洗村、旭村、中奥村、林中村、福留村、山島村、蝶屋村、舘畑村、林村、蔵山村および比楽島村（一部）、郷村（一部）
  - 能美郡 - 白峰村、尾口村、別宮村、河野村、吉原村および湊村（一部）
- 1891年
  - 11月21日 - 能美郡砂川村の一部が石川郡比楽島村に編入。
  - 12月18日 - 粟生村の一部（三道山・東任田・吉光・西任田・赤井）・湊村の一部（吉原）が分立して吉田村が発足。
- 1899年（明治32年）3月7日 - 石川郡笠島村が宮保村に改称。
- 1907年（明治40年）8月5日 - 能美郡別宮村・吉原村・河野村が合併して能美郡鳥越村となる[3]。
- 1934年（昭和9年）7月15日 - 石川郡福留村・比楽島村が合併して石川郡石川村となる。
- 1951年（昭和26年）
  - 4月1日 - 河内村の一部（石切小原・八幡・三宮・白山・中島）が分立して石川郡一ノ宮村が発足[3]。
  - 8月25日 - 石川郡旭村の一部（相木）が石川郡松任町に編入。
- 1954年（昭和29年）
  - 6月1日 - 白峰村・尾口村・鳥越村の所属郡が石川郡に変更。
  - 11月1日
    - 石川郡美川町・蝶屋村と能美郡湊村が合併し、改めて石川郡美川町が発足[3]。
    - 石川郡鶴来町・林村・蔵山村・一ノ宮村・館畑村が合併し、改めて鶴来町が発足[3]。

  - 11月3日 - 松任町・石川村・柏野村・笠間村・宮保村・一木村・出城村・御手洗村・旭村・中奥村・林中村が合併し、改めて松任町が発足[3][4]。
  - 1956年（昭和31年）9月30日 - 石川郡郷村の一部が野々市町に編入[注釈 1]。残部が松任町に編入[3]。
- 1957年（昭和32年）4月10日 - 石川郡山島村が石川郡松任町に編入[3]。
- 1970年（昭和45年）10月10日 - 石川郡松任町が市制施行して松任市となる[3]。
- 2005年（平成17年）2月1日 松任市、石川郡美川町・鶴来町・河内村・吉野谷村・鳥越村・尾口村・白峰村が合併して白山市が発足[3]。

### 変遷表
| 所 属 郡 | 明治以前     | 明治初年 - 明治3年   | 明治4年 - 明治5年                       | 明治6年 - 明治22年     | 明治22年 4月1日 町村制施行 | 明治22年 - 大正15年             | 昭和元年 - 昭和26年                  | 昭和27年 - 昭和39年          | 昭和40年 - 昭和64年          | 平成元年 - 現在       | 現在   |
| -------- | ------------ | -------------------- | --------------------------------------- | ---------------------- | -------------------------- | ------------------------------- | ------------------------------------ | ---------------------------- | ---------------------------- | --------------------- | ------ |
| 石 川 郡 | 吉田漆島村   | 吉田漆島村           | 吉田漆島村                              | 吉田漆島村             | 山島村                     | 山島村                          | 山島村                               | 昭和32年1月1日 松任町に編入  | 昭和45年10月10日 市制 松任市 | 平成17年2月1日 白山市 | 白山市 |
| 石 川 郡 | 矢頃島村     | 矢頃島村             | 矢頃島村                                | 矢頃島村               | 山島村                     | 山島村                          | 山島村                               | 昭和32年1月1日 松任町に編入  | 昭和45年10月10日 市制 松任市 | 平成17年2月1日 白山市 | 白山市 |
| 石 川 郡 | 上島田村     | 上島田村             | 上島田村                                | 上島田村               | 山島村                     | 山島村                          | 山島村                               | 昭和32年1月1日 松任町に編入  | 昭和45年10月10日 市制 松任市 | 平成17年2月1日 白山市 | 白山市 |
| 石 川 郡 | 内方新保村   | 内方新保村           | 内方新保村                              | 内方新保村             | 山島村                     | 山島村                          | 山島村                               | 昭和32年1月1日 松任町に編入  | 昭和45年10月10日 市制 松任市 | 平成17年2月1日 白山市 | 白山市 |
| 石 川 郡 | 寄新保村     | 寄新保村             | 寄新保村                                | 寄新保村               | 山島村                     | 山島村                          | 山島村                               | 昭和32年1月1日 松任町に編入  | 昭和45年10月10日 市制 松任市 | 平成17年2月1日 白山市 | 白山市 |
| 石 川 郡 | 五影堂村     | 五影堂村             | 五影堂村                                | 五影堂村               | 山島村                     | 山島村                          | 山島村                               | 昭和32年1月1日 松任町に編入  | 昭和45年10月10日 市制 松任市 | 平成17年2月1日 白山市 | 白山市 |
| 石 川 郡 | 向島村       | 向島村               | 向島村                                  | 向島村                 | 山島村                     | 山島村                          | 山島村                               | 昭和32年1月1日 松任町に編入  | 昭和45年10月10日 市制 松任市 | 平成17年2月1日 白山市 | 白山市 |
| 石 川 郡 | 藤木村       | 藤木村               | 藤木村                                  | 藤木村                 | 山島村                     | 山島村                          | 山島村                               | 昭和32年1月1日 松任町に編入  | 昭和45年10月10日 市制 松任市 | 平成17年2月1日 白山市 | 白山市 |
| 石 川 郡 | 安吉村       | 安吉村               | 安吉村                                  | 安吉村                 | 山島村                     | 山島村                          | 山島村                               | 昭和32年1月1日 松任町に編入  | 昭和45年10月10日 市制 松任市 | 平成17年2月1日 白山市 | 白山市 |
| 石 川 郡 | 長島村       | 長島村               | 長島村                                  | 長島村                 | 山島村                     | 山島村                          | 山島村                               | 昭和32年1月1日 松任町に編入  | 昭和45年10月10日 市制 松任市 | 平成17年2月1日 白山市 | 白山市 |
| 石 川 郡 | 田中村の一部 | 田中村の一部         | 田中村の一部                            | 田中村の一部           | 郷村 の一部                | 郷村の一部                      | 郷村の一部                           | 昭和31年9月30日 松任町に編入 | 昭和45年10月10日 市制 松任市 | 平成17年2月1日 白山市 | 白山市 |
| 石 川 郡 | 専福寺村     | 専福寺村             | 専福寺村                                | 専福寺村               | 郷村 の一部                | 郷村の一部                      | 郷村の一部                           | 昭和31年9月30日 松任町に編入 | 昭和45年10月10日 市制 松任市 | 平成17年2月1日 白山市 | 白山市 |
| 石 川 郡 | 番匠垣内村   | 番匠垣内村           | 番匠垣内村                              | 番匠垣内村             | 郷村 の一部                | 郷村の一部                      | 郷村の一部                           | 昭和31年9月30日 松任町に編入 | 昭和45年10月10日 市制 松任市 | 平成17年2月1日 白山市 | 白山市 |
| 石 川 郡 | 横江村       | 横江村               | 横江村                                  | 横江村                 | 郷村 の一部                | 郷村の一部                      | 郷村の一部                           | 昭和31年9月30日 松任町に編入 | 昭和45年10月10日 市制 松任市 | 平成17年2月1日 白山市 | 白山市 |
| 石 川 郡 | 松任町       | 松任町               | 松任町                                  | 松任町                 | 松任町                     | 松任町                          | 松任町                               | 昭和29年11月3日 松任町       | 昭和45年10月10日 市制 松任市 | 平成17年2月1日 白山市 | 白山市 |
| 石 川 郡 | 相木村       | 相木村               | 相木村                                  | 相木村                 | 旭村                       | 旭村                            | 昭和26年8月25日 松任町に編入         | 昭和29年11月3日 松任町       | 昭和45年10月10日 市制 松任市 | 平成17年2月1日 白山市 | 白山市 |
| 石 川 郡 | 八田新屋村   | 八田新屋村           | 八田新屋村                              | 八田新屋村             | 旭村                       | 旭村                            | 旭村                                 | 昭和29年11月3日 松任町       | 昭和45年10月10日 市制 松任市 | 平成17年2月1日 白山市 | 白山市 |
| 石 川 郡 | 八田村       | 八田村               | 八田村                                  | 八田村                 | 旭村                       | 旭村                            | 旭村                                 | 昭和29年11月3日 松任町       | 昭和45年10月10日 市制 松任市 | 平成17年2月1日 白山市 | 白山市 |
| 石 川 郡 | 八田中村     | 八田中村             | 八田中村                                | 八田中村               | 旭村                       | 旭村                            | 旭村                                 | 昭和29年11月3日 松任町       | 昭和45年10月10日 市制 松任市 | 平成17年2月1日 白山市 | 白山市 |
| 石 川 郡 | 中新保村     | 中新保村             | 中新保村                                | 中新保村               | 旭村                       | 旭村                            | 旭村                                 | 昭和29年11月3日 松任町       | 昭和45年10月10日 市制 松任市 | 平成17年2月1日 白山市 | 白山市 |
| 石 川 郡 | 倉部村       | 倉部村               | 倉部村                                  | 倉部村                 | 旭村                       | 旭村                            | 旭村                                 | 昭和29年11月3日 松任町       | 昭和45年10月10日 市制 松任市 | 平成17年2月1日 白山市 | 白山市 |
| 石 川 郡 | 宮永村       | 宮永村               | 宮永村                                  | 宮永村                 | 旭村                       | 旭村                            | 旭村                                 | 昭和29年11月3日 松任町       | 昭和45年10月10日 市制 松任市 | 平成17年2月1日 白山市 | 白山市 |
| 石 川 郡 | 宮永市村     | 宮永市村             | 宮永市村                                | 宮永市村               | 旭村                       | 旭村                            | 旭村                                 | 昭和29年11月3日 松任町       | 昭和45年10月10日 市制 松任市 | 平成17年2月1日 白山市 | 白山市 |
| 石 川 郡 | 宮永新村     | 宮永新村             | 宮永新村                                | 宮永新村               | 旭村                       | 旭村                            | 旭村                                 | 昭和29年11月3日 松任町       | 昭和45年10月10日 市制 松任市 | 平成17年2月1日 白山市 | 白山市 |
| 石 川 郡 | 福増村       | 福増村               | 福増村                                  | 福増村                 | 旭村                       | 旭村                            | 旭村                                 | 昭和29年11月3日 松任町       | 昭和45年10月10日 市制 松任市 | 平成17年2月1日 白山市 | 白山市 |
| 石 川 郡 | 下柏野村     | 下柏野村             | 下柏野村                                | 下柏野村               | 柏野村                     | 柏野村                          | 柏野村                               | 昭和29年11月3日 松任町       | 昭和45年10月10日 市制 松任市 | 平成17年2月1日 白山市 | 白山市 |
| 石 川 郡 | 荒屋柏野村   | 荒屋柏野村           | 荒屋柏野村                              | 荒屋柏野村             | 柏野村                     | 柏野村                          | 柏野村                               | 昭和29年11月3日 松任町       | 昭和45年10月10日 市制 松任市 | 平成17年2月1日 白山市 | 白山市 |
| 石 川 郡 | 小上村       | 小上村               | 小上村                                  | 小上村                 | 柏野村                     | 柏野村                          | 柏野村                               | 昭和29年11月3日 松任町       | 昭和45年10月10日 市制 松任市 | 平成17年2月1日 白山市 | 白山市 |
| 石 川 郡 | 上柏野村     | 上柏野村             | 上柏野村                                | 上柏野村               | 柏野村                     | 柏野村                          | 柏野村                               | 昭和29年11月3日 松任町       | 昭和45年10月10日 市制 松任市 | 平成17年2月1日 白山市 | 白山市 |
| 石 川 郡 | 笠間村       | 笠間村               | 笠間村                                  | 笠間村                 | 笠間村                     | 笠間村                          | 笠間村                               | 昭和29年11月3日 松任町       | 昭和45年10月10日 市制 松任市 | 平成17年2月1日 白山市 | 白山市 |
| 石 川 郡 | 松本村       | 松本村               | 松本村                                  | 松本村                 | 笠間村                     | 笠間村                          | 笠間村                               | 昭和29年11月3日 松任町       | 昭和45年10月10日 市制 松任市 | 平成17年2月1日 白山市 | 白山市 |
| 石 川 郡 | 石立村       | 石立村               | 石立村                                  | 石立村                 | 笠間村                     | 笠間村                          | 笠間村                               | 昭和29年11月3日 松任町       | 昭和45年10月10日 市制 松任市 | 平成17年2月1日 白山市 | 白山市 |
| 石 川 郡 | 北島村       | 北島村               | 北島村                                  | 北島村                 | 笠間村                     | 笠間村                          | 笠間村                               | 昭和29年11月3日 松任町       | 昭和45年10月10日 市制 松任市 | 平成17年2月1日 白山市 | 白山市 |
| 石 川 郡 | 東米光村     | 東米光村             | 東米光村                                | 東米光村               | 笠間村                     | 笠間村                          | 笠間村                               | 昭和29年11月3日 松任町       | 昭和45年10月10日 市制 松任市 | 平成17年2月1日 白山市 | 白山市 |
| 石 川 郡 | 宮保村       | 宮保村               | 宮保村                                  | 宮保村                 | 笠島村                     | 明治32年3月7日 改称 宮保村      | 宮保村                               | 昭和29年11月3日 松任町       | 昭和45年10月10日 市制 松任市 | 平成17年2月1日 白山市 | 白山市 |
| 石 川 郡 | 黒瀬村       | 黒瀬村               | 黒瀬村                                  | 黒瀬村                 | 笠島村                     | 明治32年3月7日 改称 宮保村      | 宮保村                               | 昭和29年11月3日 松任町       | 昭和45年10月10日 市制 松任市 | 平成17年2月1日 白山市 | 白山市 |
| 石 川 郡 | 小川村       | 小川村               | 小川村                                  | 小川村                 | 笠島村                     | 明治32年3月7日 改称 宮保村      | 宮保村                               | 昭和29年11月3日 松任町       | 昭和45年10月10日 市制 松任市 | 平成17年2月1日 白山市 | 白山市 |
| 石 川 郡 | 村井村       | 村井村               | 村井村                                  | 村井村                 | 一木村                     | 一木村                          | 一木村                               | 昭和29年11月3日 松任町       | 昭和45年10月10日 市制 松任市 | 平成17年2月1日 白山市 | 白山市 |
| 石 川 郡 | 宮丸村       | 宮丸村               | 宮丸村                                  | 宮丸村                 | 一木村                     | 一木村                          | 一木村                               | 昭和29年11月3日 松任町       | 昭和45年10月10日 市制 松任市 | 平成17年2月1日 白山市 | 白山市 |
| 石 川 郡 | 米永村       | 米永村               | 米永村                                  | 米永村                 | 一木村                     | 一木村                          | 一木村                               | 昭和29年11月3日 松任町       | 昭和45年10月10日 市制 松任市 | 平成17年2月1日 白山市 | 白山市 |
| 石 川 郡 | 成村         | 成村                 | 成村                                    | 成村                   | 出城村                     | 出城村                          | 出城村                               | 昭和29年11月3日 松任町       | 昭和45年10月10日 市制 松任市 | 平成17年2月1日 白山市 | 白山市 |
| 石 川 郡 | 北安田村     | 北安田村             | 北安田村                                | 北安田村               | 出城村                     | 出城村                          | 出城村                               | 昭和29年11月3日 松任町       | 昭和45年10月10日 市制 松任市 | 平成17年2月1日 白山市 | 白山市 |
| 石 川 郡 | 平木村       | 平木村               | 平木村                                  | 平木村                 | 出城村                     | 出城村                          | 出城村                               | 昭和29年11月3日 松任町       | 昭和45年10月10日 市制 松任市 | 平成17年2月1日 白山市 | 白山市 |
| 石 川 郡 | 竹松村       | 竹松村               | 竹松村                                  | 竹松村                 | 出城村                     | 出城村                          | 出城村                               | 昭和29年11月3日 松任町       | 昭和45年10月10日 市制 松任市 | 平成17年2月1日 白山市 | 白山市 |
| 石 川 郡 | 相川村       | 相川村               | 相川村                                  | 相川村                 | 御手洗村                   | 御手洗村                        | 御手洗村                             | 昭和29年11月3日 松任町       | 昭和45年10月10日 市制 松任市 | 平成17年2月1日 白山市 | 白山市 |
| 石 川 郡 | 相川新村     | 相川新村             | 相川新村                                | 相川新村               | 御手洗村                   | 御手洗村                        | 御手洗村                             | 昭和29年11月3日 松任町       | 昭和45年10月10日 市制 松任市 | 平成17年2月1日 白山市 | 白山市 |
| 石 川 郡 | 村井新村     | 村井新村             | 村井新村                                | 村井新村               | 御手洗村                   | 御手洗村                        | 御手洗村                             | 昭和29年11月3日 松任町       | 昭和45年10月10日 市制 松任市 | 平成17年2月1日 白山市 | 白山市 |
| 石 川 郡 | 徳光村       | 徳光村               | 徳光村                                  | 徳光村                 | 御手洗村                   | 御手洗村                        | 御手洗村                             | 昭和29年11月3日 松任町       | 昭和45年10月10日 市制 松任市 | 平成17年2月1日 白山市 | 白山市 |
| 石 川 郡 | 徳丸村       | 徳丸村               | 徳丸村                                  | 徳丸村                 | 中奥村                     | 中奥村                          | 中奥村                               | 昭和29年11月3日 松任町       | 昭和45年10月10日 市制 松任市 | 平成17年2月1日 白山市 | 白山市 |
| 石 川 郡 | 乾垣内村     | 乾垣内村             | 乾垣内村                                | 乾垣内村               | 中奥村                     | 中奥村                          | 中奥村                               | 昭和29年11月3日 松任町       | 昭和45年10月10日 市制 松任市 | 平成17年2月1日 白山市 | 白山市 |
| 石 川 郡 | 町村         | 町村                 | 町村                                    | 町村                   | 中奥村                     | 中奥村                          | 中奥村                               | 昭和29年11月3日 松任町       | 昭和45年10月10日 市制 松任市 | 平成17年2月1日 白山市 | 白山市 |
| 石 川 郡 | 長竹村       | 長竹村               | 長竹村                                  | 長竹村                 | 中奥村                     | 中奥村                          | 中奥村                               | 昭和29年11月3日 松任町       | 昭和45年10月10日 市制 松任市 | 平成17年2月1日 白山市 | 白山市 |
| 石 川 郡 | 幸明村       | 幸明村               | 幸明村                                  | 幸明村                 | 中奥村                     | 中奥村                          | 中奥村                               | 昭和29年11月3日 松任町       | 昭和45年10月10日 市制 松任市 | 平成17年2月1日 白山市 | 白山市 |
| 石 川 郡 | 三浦村       | 三浦村               | 三浦村                                  | 三浦村                 | 中奥村                     | 中奥村                          | 中奥村                               | 昭和29年11月3日 松任町       | 昭和45年10月10日 市制 松任市 | 平成17年2月1日 白山市 | 白山市 |
| 石 川 郡 | 橋爪村       | 橋爪村               | 橋爪村                                  | 橋爪村                 | 中奥村                     | 中奥村                          | 中奥村                               | 昭和29年11月3日 松任町       | 昭和45年10月10日 市制 松任市 | 平成17年2月1日 白山市 | 白山市 |
| 石 川 郡 | 橋爪新村     | 橋爪新村             | 橋爪新村                                | 橋爪新村               | 中奥村                     | 中奥村                          | 中奥村                               | 昭和29年11月3日 松任町       | 昭和45年10月10日 市制 松任市 | 平成17年2月1日 白山市 | 白山市 |
| 石 川 郡 | 五歩市村     | 五歩市村             | 五歩市村                                | 五歩市村               | 中奥村                     | 中奥村                          | 中奥村                               | 昭和29年11月3日 松任町       | 昭和45年10月10日 市制 松任市 | 平成17年2月1日 白山市 | 白山市 |
| 石 川 郡 | 倉光村       | 倉光村               | 倉光村                                  | 倉光村                 | 中奥村                     | 中奥村                          | 中奥村                               | 昭和29年11月3日 松任町       | 昭和45年10月10日 市制 松任市 | 平成17年2月1日 白山市 | 白山市 |
| 石 川 郡 | 福正寺村     | 福正寺村             | 福正寺村                                | 福正寺村               | 中奥村                     | 中奥村                          | 中奥村                               | 昭和29年11月3日 松任町       | 昭和45年10月10日 市制 松任市 | 平成17年2月1日 白山市 | 白山市 |
| 石 川 郡 | 菅波村       | 菅波村               | 菅波村                                  | 菅波村                 | 林中村                     | 林中村                          | 林中村                               | 昭和29年11月3日 松任町       | 昭和45年10月10日 市制 松任市 | 平成17年2月1日 白山市 | 白山市 |
| 石 川 郡 | 乙丸村       | 乙丸村               | 乙丸村                                  | 乙丸村                 | 林中村                     | 林中村                          | 林中村                               | 昭和29年11月3日 松任町       | 昭和45年10月10日 市制 松任市 | 平成17年2月1日 白山市 | 白山市 |
| 石 川 郡 | 坊丸村       | 坊丸村               | 坊丸村                                  | 坊丸村                 | 林中村                     | 林中村                          | 林中村                               | 昭和29年11月3日 松任町       | 昭和45年10月10日 市制 松任市 | 平成17年2月1日 白山市 | 白山市 |
| 石 川 郡 | 館村         | 館村                 | 館村                                    | 明治14年 改称 田地村   | 林中村                     | 林中村                          | 林中村                               | 昭和29年11月3日 松任町       | 昭和45年10月10日 市制 松任市 | 平成17年2月1日 白山市 | 白山市 |
| 石 川 郡 | 今西村       | 今西村               | 今西村                                  | 今西村                 | 林中村                     | 林中村                          | 林中村                               | 昭和29年11月3日 松任町       | 昭和45年10月10日 市制 松任市 | 平成17年2月1日 白山市 | 白山市 |
| 石 川 郡 | 木津村       | 木津村               | 木津村                                  | 木津村                 | 林中村                     | 林中村                          | 林中村                               | 昭和29年11月3日 松任町       | 昭和45年10月10日 市制 松任市 | 平成17年2月1日 白山市 | 白山市 |
| 石 川 郡 | 上二口村     | 上二口村             | 上二口村                                | 上二口村               | 林中村                     | 林中村                          | 林中村                               | 昭和29年11月3日 松任町       | 昭和45年10月10日 市制 松任市 | 平成17年2月1日 白山市 | 白山市 |
| 石 川 郡 | 平松村       | 平松村               | 平松村                                  | 平松村                 | 林中村                     | 林中村                          | 林中村                               | 昭和29年11月3日 松任町       | 昭和45年10月10日 市制 松任市 | 平成17年2月1日 白山市 | 白山市 |
| 石 川 郡 | 剣崎村       | 剣崎村               | 剣崎村                                  | 剣崎村                 | 林中村                     | 林中村                          | 林中村                               | 昭和29年11月3日 松任町       | 昭和45年10月10日 市制 松任市 | 平成17年2月1日 白山市 | 白山市 |
| 石 川 郡 | 福留村       | 福留村               | 福留村                                  | 福留村                 | 福留村                     | 福留村                          | 昭和9年7月15日 石川村                | 昭和29年11月3日 松任町       | 昭和45年10月10日 市制 松任市 | 平成17年2月1日 白山市 | 白山市 |
| 石 川 郡 | 源兵衛島新村 | 源兵衛島新村         | 源兵衛島新村                            | 源兵衛島新村           | 福留村                     | 福留村                          | 昭和9年7月15日 石川村                | 昭和29年11月3日 松任町       | 昭和45年10月10日 市制 松任市 | 平成17年2月1日 白山市 | 白山市 |
| 石 川 郡 | 流安田村     | 流安田村             | 流安田村                                | 流安田村               | 福留村                     | 福留村                          | 昭和9年7月15日 石川村                | 昭和29年11月3日 松任町       | 昭和45年10月10日 市制 松任市 | 平成17年2月1日 白山市 | 白山市 |
| 石 川 郡 | 四屋村       | 四屋村               | 四屋村                                  | 四屋村                 | 福留村                     | 福留村                          | 昭和9年7月15日 石川村                | 昭和29年11月3日 松任町       | 昭和45年10月10日 市制 松任市 | 平成17年2月1日 白山市 | 白山市 |
| 石 川 郡 | 水島村       | 水島村               | 水島村                                  | 水島村                 | 比楽島村                   | 比楽島村                        | 昭和9年7月15日 石川村                | 昭和29年11月3日 松任町       | 昭和45年10月10日 市制 松任市 | 平成17年2月1日 白山市 | 白山市 |
| 石 川 郡 | 源兵衛島村   | 源兵衛島村           | 源兵衛島村                              | 源兵衛島村             | 比楽島村                   | 比楽島村                        | 昭和9年7月15日 石川村                | 昭和29年11月3日 松任町       | 昭和45年10月10日 市制 松任市 | 平成17年2月1日 白山市 | 白山市 |
| 石 川 郡 | 上安田村     | 上安田村             | 上安田村                                | 上安田村               | 比楽島村                   | 比楽島村                        | 昭和9年7月15日 石川村                | 昭和29年11月3日 松任町       | 昭和45年10月10日 市制 松任市 | 平成17年2月1日 白山市 | 白山市 |
| 石 川 郡 | 福永村       | 福永村               | 福永村                                  | 福永村                 | 比楽島村                   | 比楽島村                        | 昭和9年7月15日 石川村                | 昭和29年11月3日 松任町       | 昭和45年10月10日 市制 松任市 | 平成17年2月1日 白山市 | 白山市 |
| 石 川 郡 | 運上島村     | 運上島村             | 運上島村                                | 運上島村               | 比楽島村                   | 比楽島村                        | 昭和9年7月15日 石川村                | 昭和29年11月3日 松任町       | 昭和45年10月10日 市制 松任市 | 平成17年2月1日 白山市 | 白山市 |
| 石 川 郡 | 番田村       | 番田村               | 番田村                                  | 番田村                 | 比楽島村                   | 比楽島村                        | 昭和9年7月15日 石川村                | 昭和29年11月3日 松任町       | 昭和45年10月10日 市制 松任市 | 平成17年2月1日 白山市 | 白山市 |
| 能 美 郡 | 出合島村     | 出合島村             | 出合島村                                | 出合島村               | 砂川村 の一部              | 明治24年11月21日 比楽島村に編入 | 昭和9年7月15日 石川村                | 昭和29年11月3日 松任町       | 昭和45年10月10日 市制 松任市 | 平成17年2月1日 白山市 | 白山市 |
| 能 美 郡 | 尾添村       | 尾添村               | 尾添村                                  | 尾添村                 | 尾口村                     | 尾口村                          | 昭和24年6月1日 所属変更 石川郡尾口村 | 尾口村                       | 尾口村                       | 平成17年2月1日 白山市 | 白山市 |
| 能 美 郡 | 荒谷村       | 荒谷村               | 荒谷村                                  | 明治16年 改称 東荒谷村 | 尾口村                     | 尾口村                          | 昭和24年6月1日 所属変更 石川郡尾口村 | 尾口村                       | 尾口村                       | 平成17年2月1日 白山市 | 白山市 |
| 大 野 郡 | 二口村       | 二口村               | 明治5年11月17日 所属変更 能美郡二口村   | 明治16年 改称 東二口村 | 尾口村                     | 尾口村                          | 昭和24年6月1日 所属変更 石川郡尾口村 | 尾口村                       | 尾口村                       | 平成17年2月1日 白山市 | 白山市 |
| 大 野 郡 | 女原村       | 女原村               | 明治5年11月17日 所属変更 能美郡女原村   | 女原村                 | 尾口村                     | 尾口村                          | 昭和24年6月1日 所属変更 石川郡尾口村 | 尾口村                       | 尾口村                       | 平成17年2月1日 白山市 | 白山市 |
| 大 野 郡 | 瀬戸村       | 瀬戸村               | 明治5年11月17日 所属変更 能美郡瀬戸村   | 瀬戸村                 | 尾口村                     | 尾口村                          | 昭和24年6月1日 所属変更 石川郡尾口村 | 尾口村                       | 尾口村                       | 平成17年2月1日 白山市 | 白山市 |
| 大 野 郡 | 五味島村     | 五味島村             | 明治5年11月17日 所属変更 能美郡五味島村 | 五味島村               | 尾口村                     | 尾口村                          | 昭和24年6月1日 所属変更 石川郡尾口村 | 尾口村                       | 尾口村                       | 平成17年2月1日 白山市 | 白山市 |
| 大 野 郡 | 釜谷村       | 釜谷村               | 明治5年11月17日 所属変更 能美郡釜谷村   | 釜谷村                 | 尾口村                     | 尾口村                          | 昭和24年6月1日 所属変更 石川郡尾口村 | 尾口村                       | 尾口村                       | 平成17年2月1日 白山市 | 白山市 |
| 大 野 郡 | 鴇ヶ谷村     | 鴇ヶ谷村             | 明治5年11月17日 所属変更 能美郡鴇ヶ谷村 | 鴇ヶ谷村               | 尾口村                     | 尾口村                          | 昭和24年6月1日 所属変更 石川郡尾口村 | 尾口村                       | 尾口村                       | 平成17年2月1日 白山市 | 白山市 |
| 大 野 郡 | 深瀬村       | 深瀬村               | 明治5年11月17日 所属変更 能美郡深瀬村   | 深瀬村                 | 尾口村                     | 尾口村                          | 昭和24年6月1日 所属変更 石川郡尾口村 | 尾口村                       | 尾口村                       | 平成17年2月1日 白山市 | 白山市 |
| 大 野 郡 | 牛首村       | 牛首村               | 明治5年11月17日 所属変更 能美郡牛首村   | 明治9年 古府村         | 白峰村                     | 白峰村                          | 昭和24年6月1日 所属変更 石川郡白峰村 | 白峰村                       | 白峰村                       | 平成17年2月1日 白山市 | 白山市 |
| 大 野 郡 | 風嵐村       | 風嵐村               | 明治5年11月17日 所属変更 能美郡風嵐村   | 明治9年 古府村         | 白峰村                     | 白峰村                          | 昭和24年6月1日 所属変更 石川郡白峰村 | 白峰村                       | 白峰村                       | 平成17年2月1日 白山市 | 白山市 |
| 大 野 郡 | 桑島村       | 桑島村               | 明治5年11月17日 所属変更 能美郡桑島村   | 明治15年 改称 桑島村   | 白峰村                     | 白峰村                          | 昭和24年6月1日 所属変更 石川郡白峰村 | 白峰村                       | 白峰村                       | 平成17年2月1日 白山市 | 白山市 |
| 大 野 郡 | 下田原村     | 下田原村             | 明治5年11月17日 所属変更 能美郡下田原村 | 下田原村               | 白峰村                     | 白峰村                          | 昭和24年6月1日 所属変更 石川郡白峰村 | 白峰村                       | 白峰村                       | 平成17年2月1日 白山市 | 白山市 |
| 能 美 郡 | 別宮村       | 別宮村               | 別宮村                                  | 別宮村                 | 別宮村                     | 明治40年8月5日 鳥越村           | 昭和24年6月1日 所属変更 石川郡鳥越村 | 鳥越村                       | 鳥越村                       | 平成17年2月1日 白山市 | 白山市 |
| 能 美 郡 | 別宮出村     | 別宮出村             | 別宮出村                                | 別宮出村               | 別宮村                     | 明治40年8月5日 鳥越村           | 昭和24年6月1日 所属変更 石川郡鳥越村 | 鳥越村                       | 鳥越村                       | 平成17年2月1日 白山市 | 白山市 |
| 能 美 郡 | 杉森村       | 杉森村               | 杉森村                                  | 杉森村                 | 別宮村                     | 明治40年8月5日 鳥越村           | 昭和24年6月1日 所属変更 石川郡鳥越村 | 鳥越村                       | 鳥越村                       | 平成17年2月1日 白山市 | 白山市 |
| 能 美 郡 | 相滝村       | 相滝村               | 相滝村                                  | 相滝村                 | 別宮村                     | 明治40年8月5日 鳥越村           | 昭和24年6月1日 所属変更 石川郡鳥越村 | 鳥越村                       | 鳥越村                       | 平成17年2月1日 白山市 | 白山市 |
| 能 美 郡 | 柳原村       | 柳原村               | 柳原村                                  | 柳原村                 | 別宮村                     | 明治40年8月5日 鳥越村           | 昭和24年6月1日 所属変更 石川郡鳥越村 | 鳥越村                       | 鳥越村                       | 平成17年2月1日 白山市 | 白山市 |
| 能 美 郡 | 五十谷村     | 五十谷村             | 五十谷村                                | 五十谷村               | 別宮村                     | 明治40年8月5日 鳥越村           | 昭和24年6月1日 所属変更 石川郡鳥越村 | 鳥越村                       | 鳥越村                       | 平成17年2月1日 白山市 | 白山市 |
| 能 美 郡 | 野地村       | 野地村               | 野地村                                  | 野地村                 | 別宮村                     | 明治40年8月5日 鳥越村           | 昭和24年6月1日 所属変更 石川郡鳥越村 | 鳥越村                       | 鳥越村                       | 平成17年2月1日 白山市 | 白山市 |
| 能 美 郡 | 渡津村       | 渡津村               | 渡津村                                  | 渡津村                 | 別宮村                     | 明治40年8月5日 鳥越村           | 昭和24年6月1日 所属変更 石川郡鳥越村 | 鳥越村                       | 鳥越村                       | 平成17年2月1日 白山市 | 白山市 |
| 能 美 郡 | 左礫村       | 左礫村               | 左礫村                                  | 左礫村                 | 別宮村                     | 明治40年8月5日 鳥越村           | 昭和24年6月1日 所属変更 石川郡鳥越村 | 鳥越村                       | 鳥越村                       | 平成17年2月1日 白山市 | 白山市 |
| 能 美 郡 | 三ツ瀬村     | 三ツ瀬村             | 三ツ瀬村                                | 三ツ瀬村               | 別宮村                     | 明治40年8月5日 鳥越村           | 昭和24年6月1日 所属変更 石川郡鳥越村 | 鳥越村                       | 鳥越村                       | 平成17年2月1日 白山市 | 白山市 |
| 能 美 郡 | 数瀬村       | 数瀬村               | 数瀬村                                  | 数瀬村                 | 別宮村                     | 明治40年8月5日 鳥越村           | 昭和24年6月1日 所属変更 石川郡鳥越村 | 鳥越村                       | 鳥越村                       | 平成17年2月1日 白山市 | 白山市 |
| 能 美 郡 | 阿手村       | 阿手村               | 阿手村                                  | 阿手村                 | 別宮村                     | 明治40年8月5日 鳥越村           | 昭和24年6月1日 所属変更 石川郡鳥越村 | 鳥越村                       | 鳥越村                       | 平成17年2月1日 白山市 | 白山市 |
| 能 美 郡 | 神子清水村   | 神子清水村           | 神子清水村                              | 神子清水村             | 別宮村                     | 明治40年8月5日 鳥越村           | 昭和24年6月1日 所属変更 石川郡鳥越村 | 鳥越村                       | 鳥越村                       | 平成17年2月1日 白山市 | 白山市 |
| 能 美 郡 | 広瀬村       | 広瀬村               | 広瀬村                                  | 広瀬村                 | 河野村                     | 明治40年8月5日 鳥越村           | 昭和24年6月1日 所属変更 石川郡鳥越村 | 鳥越村                       | 鳥越村                       | 平成17年2月1日 白山市 | 白山市 |
| 能 美 郡 | 瀬木野村     | 瀬木野村             | 瀬木野村                                | 瀬木野村               | 河野村                     | 明治40年8月5日 鳥越村           | 昭和24年6月1日 所属変更 石川郡鳥越村 | 鳥越村                       | 鳥越村                       | 平成17年2月1日 白山市 | 白山市 |
| 能 美 郡 | 河合村       | 河合村               | 河合村                                  | 河合村                 | 河野村                     | 明治40年8月5日 鳥越村           | 昭和24年6月1日 所属変更 石川郡鳥越村 | 鳥越村                       | 鳥越村                       | 平成17年2月1日 白山市 | 白山市 |
| 能 美 郡 | 若原村       | 若原村               | 若原村                                  | 若原村                 | 河野村                     | 明治40年8月5日 鳥越村           | 昭和24年6月1日 所属変更 石川郡鳥越村 | 鳥越村                       | 鳥越村                       | 平成17年2月1日 白山市 | 白山市 |
| 能 美 郡 | 下野村       | 下野村               | 下野村                                  | 下野村                 | 河野村                     | 明治40年8月5日 鳥越村           | 昭和24年6月1日 所属変更 石川郡鳥越村 | 鳥越村                       | 鳥越村                       | 平成17年2月1日 白山市 | 白山市 |
| 能 美 郡 | 上野村       | 上野村               | 上野村                                  | 上野村                 | 河野村                     | 明治40年8月5日 鳥越村           | 昭和24年6月1日 所属変更 石川郡鳥越村 | 鳥越村                       | 鳥越村                       | 平成17年2月1日 白山市 | 白山市 |
| 能 美 郡 | 三坂村       | 三坂村               | 三坂村                                  | 三坂村                 | 河野村                     | 明治40年8月5日 鳥越村           | 昭和24年6月1日 所属変更 石川郡鳥越村 | 鳥越村                       | 鳥越村                       | 平成17年2月1日 白山市 | 白山市 |
| 能 美 郡 | 二曲村       | 二曲村               | 二曲村                                  | 明治8年 出合村         | 河野村                     | 明治40年8月5日 鳥越村           | 昭和24年6月1日 所属変更 石川郡鳥越村 | 鳥越村                       | 鳥越村                       | 平成17年2月1日 白山市 | 白山市 |
| 能 美 郡 | 清水村       | 清水村               | 清水村                                  | 明治8年 出合村         | 河野村                     | 明治40年8月5日 鳥越村           | 昭和24年6月1日 所属変更 石川郡鳥越村 | 鳥越村                       | 鳥越村                       | 平成17年2月1日 白山市 | 白山市 |
| 能 美 郡 | 釜清水村     | 釜清水村             | 釜清水村                                | 釜清水村               | 吉原村                     | 明治40年8月5日 鳥越村           | 昭和24年6月1日 所属変更 石川郡鳥越村 | 鳥越村                       | 鳥越村                       | 平成17年2月1日 白山市 | 白山市 |
| 能 美 郡 | 下吉谷村     | 下吉谷村             | 下吉谷村                                | 下吉谷村               | 吉原村                     | 明治40年8月5日 鳥越村           | 昭和24年6月1日 所属変更 石川郡鳥越村 | 鳥越村                       | 鳥越村                       | 平成17年2月1日 白山市 | 白山市 |
| 能 美 郡 | 上吉谷村     | 上吉谷村             | 上吉谷村                                | 上吉谷村               | 吉原村                     | 明治40年8月5日 鳥越村           | 昭和24年6月1日 所属変更 石川郡鳥越村 | 鳥越村                       | 鳥越村                       | 平成17年2月1日 白山市 | 白山市 |
| 能 美 郡 | 西佐良村     | 西佐良村             | 西佐良村                                | 西佐良村               | 吉原村                     | 明治40年8月5日 鳥越村           | 昭和24年6月1日 所属変更 石川郡鳥越村 | 鳥越村                       | 鳥越村                       | 平成17年2月1日 白山市 | 白山市 |
| 能 美 郡 | 三ツ屋野村   | 三ツ屋野村           | 三ツ屋野村                              | 三ツ屋野村             | 吉原村                     | 明治40年8月5日 鳥越村           | 昭和24年6月1日 所属変更 石川郡鳥越村 | 鳥越村                       | 鳥越村                       | 平成17年2月1日 白山市 | 白山市 |
| 能 美 郡 | 河原山村     | 河原山村             | 河原山村                                | 河原山村               | 吉原村                     | 明治40年8月5日 鳥越村           | 昭和24年6月1日 所属変更 石川郡鳥越村 | 鳥越村                       | 鳥越村                       | 平成17年2月1日 白山市 | 白山市 |
| 能 美 郡 | 仏師ヶ野村   | 仏師ヶ野村           | 仏師ヶ野村                              | 仏師ヶ野村             | 吉原村                     | 明治40年8月5日 鳥越村           | 昭和24年6月1日 所属変更 石川郡鳥越村 | 鳥越村                       | 鳥越村                       | 平成17年2月1日 白山市 | 白山市 |
| 能 美 郡 | 湊村         | 明治2年 石川郡美川町 | 明治4年 分立 湊村                       | 湊村                   | 湊村 の一部                | 湊村                            | 湊村                                 | 昭和29年11月1日 美川町       | 美川町                       | 平成17年2月1日 白山市 | 白山市 |
| 石 川 郡 | 本吉町       | 明治2年 石川郡美川町 | 美川町                                  | 美川町                 | 美川町                     | 美川町                          | 美川町                               | 昭和29年11月1日 美川町       | 美川町                       | 平成17年2月1日 白山市 | 白山市 |
| 石 川 郡 | 西米光村     | 西米光村             | 西米光村                                | 西米光村               | 蝶屋村                     | 蝶屋村                          | 蝶屋村                               | 昭和29年11月1日 美川町       | 美川町                       | 平成17年2月1日 白山市 | 白山市 |
| 石 川 郡 | 蓮池村       | 蓮池村               | 蓮池村                                  | 蓮池村                 | 蝶屋村                     | 蝶屋村                          | 蝶屋村                               | 昭和29年11月1日 美川町       | 美川町                       | 平成17年2月1日 白山市 | 白山市 |
| 石 川 郡 | 平加村       | 平加村               | 平加村                                  | 平加村                 | 蝶屋村                     | 蝶屋村                          | 蝶屋村                               | 昭和29年11月1日 美川町       | 美川町                       | 平成17年2月1日 白山市 | 白山市 |
| 石 川 郡 | 手取新村     | 手取新村             | 手取新村                                | 手取新村               | 蝶屋村                     | 蝶屋村                          | 蝶屋村                               | 昭和29年11月1日 美川町       | 美川町                       | 平成17年2月1日 白山市 | 白山市 |
| 石 川 郡 | 本吉新村     | 本吉新村             | 本吉新村                                | 本吉新村               | 蝶屋村                     | 蝶屋村                          | 蝶屋村                               | 昭和29年11月1日 美川町       | 美川町                       | 平成17年2月1日 白山市 | 白山市 |
| 石 川 郡 | 手取村       | 手取村               | 手取村                                  | 手取村                 | 蝶屋村                     | 蝶屋村                          | 蝶屋村                               | 昭和29年11月1日 美川町       | 美川町                       | 平成17年2月1日 白山市 | 白山市 |
| 石 川 郡 | 長屋村       | 長屋村               | 長屋村                                  | 長屋村                 | 蝶屋村                     | 蝶屋村                          | 蝶屋村                               | 昭和29年11月1日 美川町       | 美川町                       | 平成17年2月1日 白山市 | 白山市 |
| 石 川 郡 | 末正村       | 末正村               | 末正村                                  | 末正村                 | 蝶屋村                     | 蝶屋村                          | 蝶屋村                               | 昭和29年11月1日 美川町       | 美川町                       | 平成17年2月1日 白山市 | 白山市 |
| 石 川 郡 | 鹿島村       | 鹿島村               | 鹿島村                                  | 鹿島村                 | 蝶屋村                     | 蝶屋村                          | 蝶屋村                               | 昭和29年11月1日 美川町       | 美川町                       | 平成17年2月1日 白山市 | 白山市 |
| 石 川 郡 | 吉野村       | 吉野村               | 吉野村                                  | 吉野村                 | 吉野谷村                   | 吉野谷村                        | 吉野谷村                             | 吉野谷村                     | 吉野谷村                     | 平成17年2月1日 白山市 | 白山市 |
| 石 川 郡 | 佐良村       | 佐良村               | 佐良村                                  | 佐良村                 | 吉野谷村                   | 吉野谷村                        | 吉野谷村                             | 吉野谷村                     | 吉野谷村                     | 平成17年2月1日 白山市 | 白山市 |
| 石 川 郡 | 瀬波村       | 瀬波村               | 瀬波村                                  | 瀬波村                 | 吉野谷村                   | 吉野谷村                        | 吉野谷村                             | 吉野谷村                     | 吉野谷村                     | 平成17年2月1日 白山市 | 白山市 |
| 石 川 郡 | 木滑村       | 木滑村               | 木滑村                                  | 木滑村                 | 吉野谷村                   | 吉野谷村                        | 吉野谷村                             | 吉野谷村                     | 吉野谷村                     | 平成17年2月1日 白山市 | 白山市 |
| 石 川 郡 | 市原村       | 市原村               | 市原村                                  | 市原村                 | 吉野谷村                   | 吉野谷村                        | 吉野谷村                             | 吉野谷村                     | 吉野谷村                     | 平成17年2月1日 白山市 | 白山市 |
| 石 川 郡 | 中宮村       | 中宮村               | 中宮村                                  | 中宮村                 | 吉野谷村                   | 吉野谷村                        | 吉野谷村                             | 吉野谷村                     | 吉野谷村                     | 平成17年2月1日 白山市 | 白山市 |
| 石 川 郡 | 木滑新村     | 木滑新村             | 木滑新村                                | 木滑新村               | 吉野谷村                   | 吉野谷村                        | 吉野谷村                             | 吉野谷村                     | 吉野谷村                     | 平成17年2月1日 白山市 | 白山市 |
| 石 川 郡 | 中直海村     | 中直海村             | 中直海村                                | 中直海村               | 河内村                     | 河内村                          | 河内村                               | 河内村                       | 河内村                       | 平成17年2月1日 白山市 | 白山市 |
| 石 川 郡 | 福岡村       | 福岡村               | 福岡村                                  | 福岡村                 | 河内村                     | 河内村                          | 河内村                               | 河内村                       | 河内村                       | 平成17年2月1日 白山市 | 白山市 |
| 石 川 郡 | 江津村       | 江津村               | 江津村                                  | 江津村                 | 河内村                     | 河内村                          | 河内村                               | 河内村                       | 河内村                       | 平成17年2月1日 白山市 | 白山市 |
| 石 川 郡 | 口直海村     | 口直海村             | 口直海村                                | 口直海村               | 河内村                     | 河内村                          | 河内村                               | 河内村                       | 河内村                       | 平成17年2月1日 白山市 | 白山市 |
| 石 川 郡 | 吉岡村       | 吉岡村               | 吉岡村                                  | 吉岡村                 | 河内村                     | 河内村                          | 河内村                               | 河内村                       | 河内村                       | 平成17年2月1日 白山市 | 白山市 |
| 石 川 郡 | 久保村       | 久保村               | 久保村                                  | 久保村                 | 河内村                     | 河内村                          | 河内村                               | 河内村                       | 河内村                       | 平成17年2月1日 白山市 | 白山市 |
| 石 川 郡 | 吹上村       | 吹上村               | 吹上村                                  | 吹上村                 | 河内村                     | 河内村                          | 河内村                               | 河内村                       | 河内村                       | 平成17年2月1日 白山市 | 白山市 |
| 石 川 郡 | 板尾村       | 板尾村               | 板尾村                                  | 板尾村                 | 河内村                     | 河内村                          | 河内村                               | 河内村                       | 河内村                       | 平成17年2月1日 白山市 | 白山市 |
| 石 川 郡 | 金間村       | 金間村               | 金間村                                  | 金間村                 | 河内村                     | 河内村                          | 河内村                               | 河内村                       | 河内村                       | 平成17年2月1日 白山市 | 白山市 |
| 石 川 郡 | 下折村       | 下折村               | 下折村                                  | 下折村                 | 河内村                     | 河内村                          | 河内村                               | 河内村                       | 河内村                       | 平成17年2月1日 白山市 | 白山市 |
| 石 川 郡 | 内尾村       | 内尾村               | 内尾村                                  | 内尾村                 | 河内村                     | 河内村                          | 河内村                               | 河内村                       | 河内村                       | 平成17年2月1日 白山市 | 白山市 |
| 石 川 郡 | 奥池村       | 奥池村               | 奥池村                                  | 奥池村                 | 河内村                     | 河内村                          | 河内村                               | 河内村                       | 河内村                       | 平成17年2月1日 白山市 | 白山市 |
| 石 川 郡 | 石切小原村   | 石切小原村           | 石切小原村                              | 石切小原村             | 河内村                     | 河内村                          | 昭和26年4月1日 分立 一ノ宮村         | 昭和29年11月1日 鶴来町       | 鶴来町                       | 平成17年2月1日 白山市 | 白山市 |
| 石 川 郡 | 八幡村       | 八幡村               | 八幡村                                  | 八幡村                 | 河内村                     | 河内村                          | 昭和26年4月1日 分立 一ノ宮村         | 昭和29年11月1日 鶴来町       | 鶴来町                       | 平成17年2月1日 白山市 | 白山市 |
| 石 川 郡 | 三宮村       | 三宮村               | 三宮村                                  | 三宮村                 | 河内村                     | 河内村                          | 昭和26年4月1日 分立 一ノ宮村         | 昭和29年11月1日 鶴来町       | 鶴来町                       | 平成17年2月1日 白山市 | 白山市 |
| 石 川 郡 | 白山村       | 白山村               | 白山村                                  | 白山村                 | 河内村                     | 河内村                          | 昭和26年4月1日 分立 一ノ宮村         | 昭和29年11月1日 鶴来町       | 鶴来町                       | 平成17年2月1日 白山市 | 白山市 |
| 石 川 郡 | 中島村       | 中島村               | 中島村                                  | 中島村                 | 河内村                     | 河内村                          | 昭和26年4月1日 分立 一ノ宮村         | 昭和29年11月1日 鶴来町       | 鶴来町                       | 平成17年2月1日 白山市 | 白山市 |
| 石 川 郡 | 鶴来村       | 鶴来村               | 鶴来村                                  | 明治14年 改称 鶴来町   | 鶴来町                     | 鶴来町                          | 鶴来町                               | 昭和29年11月1日 鶴来町       | 鶴来町                       | 平成17年2月1日 白山市 | 白山市 |
| 石 川 郡 | 行町村       | 行町村               | 行町村                                  | 行町村                 | 舘畑村                     | 舘畑村                          | 舘畑村                               | 昭和29年11月1日 鶴来町       | 鶴来町                       | 平成17年2月1日 白山市 | 白山市 |
| 石 川 郡 | 針道村       | 針道村               | 針道村                                  | 針道村                 | 舘畑村                     | 舘畑村                          | 舘畑村                               | 昭和29年11月1日 鶴来町       | 鶴来町                       | 平成17年2月1日 白山市 | 白山市 |
| 石 川 郡 | 来同村       | 来同村               | 来同村                                  | 来同村                 | 舘畑村                     | 舘畑村                          | 舘畑村                               | 昭和29年11月1日 鶴来町       | 鶴来町                       | 平成17年2月1日 白山市 | 白山市 |
| 石 川 郡 | 日向村       | 日向村               | 日向村                                  | 日向村                 | 舘畑村                     | 舘畑村                          | 舘畑村                               | 昭和29年11月1日 鶴来町       | 鶴来町                       | 平成17年2月1日 白山市 | 白山市 |
| 石 川 郡 | 井口村       | 井口村               | 井口村                                  | 井口村                 | 舘畑村                     | 舘畑村                          | 舘畑村                               | 昭和29年11月1日 鶴来町       | 鶴来町                       | 平成17年2月1日 白山市 | 白山市 |
| 石 川 郡 | 明法島村     | 明法島村             | 明法島村                                | 明法島村               | 舘畑村                     | 舘畑村                          | 舘畑村                               | 昭和29年11月1日 鶴来町       | 鶴来町                       | 平成17年2月1日 白山市 | 白山市 |
| 石 川 郡 | 大竹村       | 大竹村               | 大竹村                                  | 大竹村                 | 舘畑村                     | 舘畑村                          | 舘畑村                               | 昭和29年11月1日 鶴来町       | 鶴来町                       | 平成17年2月1日 白山市 | 白山市 |
| 石 川 郡 | 柴木村       | 柴木村               | 柴木村                                  | 柴木村                 | 舘畑村                     | 舘畑村                          | 舘畑村                               | 昭和29年11月1日 鶴来町       | 鶴来町                       | 平成17年2月1日 白山市 | 白山市 |
| 石 川 郡 | 安養寺村     | 安養寺村             | 安養寺村                                | 安養寺村               | 舘畑村                     | 舘畑村                          | 舘畑村                               | 昭和29年11月1日 鶴来町       | 鶴来町                       | 平成17年2月1日 白山市 | 白山市 |
| 石 川 郡 | 七原村       | 七原村               | 七原村                                  | 七原村                 | 舘畑村                     | 舘畑村                          | 舘畑村                               | 昭和29年11月1日 鶴来町       | 鶴来町                       | 平成17年2月1日 白山市 | 白山市 |
| 石 川 郡 | 道法寺村     | 道法寺村             | 道法寺村                                | 道法寺村               | 林村                       | 林村                            | 林村                                 | 昭和29年11月1日 鶴来町       | 鶴来町                       | 平成17年2月1日 白山市 | 白山市 |
| 石 川 郡 | 荒屋村       | 荒屋村               | 荒屋村                                  | 荒屋村                 | 林村                       | 林村                            | 林村                                 | 昭和29年11月1日 鶴来町       | 鶴来町                       | 平成17年2月1日 白山市 | 白山市 |
| 石 川 郡 | 坂尻村       | 坂尻村               | 坂尻村                                  | 坂尻村                 | 林村                       | 林村                            | 林村                                 | 昭和29年11月1日 鶴来町       | 鶴来町                       | 平成17年2月1日 白山市 | 白山市 |
| 石 川 郡 | 知気寺村     | 知気寺村             | 知気寺村                                | 知気寺村               | 林村                       | 林村                            | 林村                                 | 昭和29年11月1日 鶴来町       | 鶴来町                       | 平成17年2月1日 白山市 | 白山市 |
| 石 川 郡 | 曽谷村       | 曽谷村               | 曽谷村                                  | 曽谷村                 | 林村                       | 林村                            | 林村                                 | 昭和29年11月1日 鶴来町       | 鶴来町                       | 平成17年2月1日 白山市 | 白山市 |
| 石 川 郡 | 熱野村       | 熱野村               | 熱野村                                  | 熱野村                 | 林村                       | 林村                            | 林村                                 | 昭和29年11月1日 鶴来町       | 鶴来町                       | 平成17年2月1日 白山市 | 白山市 |
| 石 川 郡 | 部入道村     | 部入道村             | 部入道村                                | 部入道村               | 林村                       | 林村                            | 林村                                 | 昭和29年11月1日 鶴来町       | 鶴来町                       | 平成17年2月1日 白山市 | 白山市 |
| 石 川 郡 | 月橋村       | 月橋村               | 月橋村                                  | 月橋村                 | 蔵山村                     | 蔵山村                          | 蔵山村                               | 昭和29年11月1日 鶴来町       | 鶴来町                       | 平成17年2月1日 白山市 | 白山市 |
| 石 川 郡 | 小柳村       | 小柳村               | 小柳村                                  | 小柳村                 | 蔵山村                     | 蔵山村                          | 蔵山村                               | 昭和29年11月1日 鶴来町       | 鶴来町                       | 平成17年2月1日 白山市 | 白山市 |
| 石 川 郡 | 明島村       | 明島村               | 明島村                                  | 明島村                 | 蔵山村                     | 蔵山村                          | 蔵山村                               | 昭和29年11月1日 鶴来町       | 鶴来町                       | 平成17年2月1日 白山市 | 白山市 |
| 石 川 郡 | 日御子村     | 日御子村             | 日御子村                                | 日御子村               | 蔵山村                     | 蔵山村                          | 蔵山村                               | 昭和29年11月1日 鶴来町       | 鶴来町                       | 平成17年2月1日 白山市 | 白山市 |
| 石 川 郡 | 森島村       | 森島村               | 森島村                                  | 森島村                 | 蔵山村                     | 蔵山村                          | 蔵山村                               | 昭和29年11月1日 鶴来町       | 鶴来町                       | 平成17年2月1日 白山市 | 白山市 |

### 沿革
- 2003年（平成15年）
  - 2月13日 - 法定協議会として松任・石川広域合併協議会を設置。
  - 9月15日 - 新市の名称が白山市に決定。
- 2004年（平成16年）6月13日 - 関係市町村による合併協定調印。
- 2005年（平成17年）
  - 1月16日 - 河内村、吉野谷村、鳥越村、尾口村の各村で閉村式が行われる。
  - 1月23日 - 松任市、美川町、鶴来町、白峰村の各市町村で閉市町村式が行われる。
  - 2月1日 - 松任市、石川郡美川町・鶴来町・河内村・吉野谷村・鳥越村・尾口村・白峰村が合併して白山市が発足。

### 合併に伴う変更
合併後、一部地域（旧美川町、旧鶴来町、旧河内村、旧吉野谷村、旧鳥越村、旧尾口村及び旧白峰村の区域）では表記変更が行われたが、その他の地域では町名に旧市町村の字が継承された。
合併後の表記
- 美川町・鶴来町
  - 石川郡美川町字○○町（1954年10月31日現在の石川郡美川町の区域）→白山市美川○○町
  - 石川郡美川町字○○町（1954年10月31日現在の石川郡蝶屋村及び能美郡湊村の区域）→白山市○○町
  - 石川郡鶴来町○○町（1954年10月31日現在の石川郡鶴来町及び2005年1月31日現在の石川郡鶴来町桑島町の区域）→白山市鶴来○○町
  - 石川郡鶴来町○○町（1954年10月31日現在の石川郡鶴来町及び2005年1月31日現在の石川郡鶴来町桑島町の区域を除く）→白山市○○町
- 河内村
  - 石川郡河内村字○○→白山市河内町○○
- 鳥越村
  - 石川郡鳥越村字○○→白山市○○町
- 吉野谷村・尾口村・白峰村
  - 石川郡吉野谷村字○○→白山市○○
  - 石川郡尾口村字○○→白山市○○
  - 石川郡白峰村字○○→白山市○○

また、いわゆる「平成の大合併」において、石川県内では最大の合併となり警察署の管轄など白山市内でも区域の違いが生じた。以下、主な例を記載する。
電話番号（市外局番）
- 旧松任市・旧美川町：076
- 白山ろくの旧町村：0761

市外局番は2008年3月1日に白山市全域で076への統一が行われた。
警察署の管轄（石川県警察）
- 旧松任市・旧美川町：松任警察署（野々市市も管轄）
- 白山ろくの旧町村：鶴来警察署

2012年4月1日に松任警察署と鶴来警察署を統合し、白山警察署が新設された。また、鶴来警察署は白山警察署鶴来庁舎への移行が行われた。
石川県議会の選挙区
- 旧松任市・旧美川町：松任市・石川郡西部選挙区
- 白山ろくの旧町村：石川郡東南部選挙区（旧野々市町も含む）

白山市の合併後も旧市郡の選挙区で選挙が行われてきた。なお、2011年4月10日の統一地方選挙からは、石川郡東南部選挙区のうち旧野々市町の区域を「石川郡選挙区」（2011年11月11日に野々市町の市制移行に伴い野々市市選挙区に改称）として分離し、白山市の区域を「白山市選挙区」とする選挙区の見直しが実施された。
農業協同組合（JA）
- 旧松任市：松任市農業協同組合（JA松任）
- 旧美川町・白山ろくの旧町村：白山農業協同組合（JA白山）

白山ろく地域はJAの統合が進められたが、JA松任との統合は行われていない。そのため、JA白山の管轄地域が北陸地方でも珍しい飛地となっている。
斎場（火葬場）
- 旧松任市：白山市松任斎場（白山市営）
- 旧美川町：手取郷斎場[8]（能美市、手取郷広域事務組合）
- 白山ろくの旧町村：白山郷斎場（白山野々市広域事務組合、野々市市も含む）

斎場に関しては、旧市町村が管轄していた区域を継承しているが、施設の統一は現在行う予定はない。

## 人口
| |                                        |  |
| 白山市と全国の年齢別人口分布（2005年） | 白山市の年齢・男女別人口分布（2005年） |  |
| ■紫色 ― 白山市 ■緑色 ― 日本全国 | ■青色 ― 男性 ■赤色 ― 女性              |  |
| 白山市（に相当する地域）の人口の推移 \| 1970年（昭和45年） \| 65,725人 \| \| \| 1975年（昭和50年） \| 73,459人 \| \| \| 1980年（昭和55年） \| 81,286人 \| \| \| 1985年（昭和60年） \| 92,331人 \| \| \| 1990年（平成2年） \| 98,499人 \| \| \| 1995年（平成7年） \| 103,580人 \| \| \| 2000年（平成12年） \| 106,977人 \| \| \| 2005年（平成17年） \| 109,450人 \| \| \| 2010年（平成22年） \| 110,459人 \| \| \| 2015年（平成27年） \| 109,287人 \| \| \| 2020年（令和2年） \| 110,408人 \| \| |                                        |  |
| 総務省統計局 国勢調査より |                                        |  |
| 1970年（昭和45年） | 65,725人                               |  |
| 1975年（昭和50年） | 73,459人                               |  |
| 1980年（昭和55年） | 81,286人                               |  |
| 1985年（昭和60年） | 92,331人                               |  |
| 1990年（平成2年） | 98,499人                               |  |
| 1995年（平成7年） | 103,580人                              |  |
| 2000年（平成12年） | 106,977人                              |  |
| 2005年（平成17年） | 109,450人                              |  |
| 2010年（平成22年） | 110,459人                              |  |
| 2015年（平成27年） | 109,287人                              |  |
| 2020年（令和2年） | 110,408人                              |  |

## 行政

### 市長
- 市長 - 田村敏和

| 代 | 人 | 氏名     | 就任                       | 退任                       | 備考                           |
| -- | -- | -------- | -------------------------- | -------------------------- | ------------------------------ |
|    |    | 車幸治   | 2005年（平成17年）02月01日 | 2005年（平成17年）03月05日 | 市長職務執行者、旧鶴来町長     |
| 1  | 1  | 角光雄   | 2005年（平成17年）03月06日 | 2009年（平成21年）03月05日 |                                |
| 2  | 1  | 角光雄   | 2009年（平成21年）03月06日 | 2010年（平成22年）10月24日 | 在職中死去、旧松任市長         |
|    |    | 北田慎一 | 2010年（平成22年）10月24日 | 2010年（平成22年）12月04日 | 副市長、市長職務代理者         |
| 3  | 2  | 作野広昭 | 2010年（平成22年）12月05日 | 2014年（平成26年）12月04日 | 元石川県議、退任後は県議に復帰 |
| 4  | 3  | 山田憲昭 | 2014年（平成26年）12月05日 | 2018年（平成30年）12月04日 | 旧吉野谷村長                   |
| 5  | 3  | 山田憲昭 | 2018年（平成30年）12月05日 | 2022年（令和04年）12月04日 |                                |
| 6  | 3  | 山田憲昭 | 2022年（令和04年）12月05日 | 2023年（令和05年）03月10日 | 在職中死去                     |
|    |    | 横川祐志 | 2023年（令和05年）03月06日 | 2023年（令和05年）04月23日 | 副市長、市長職務代理者         |
| 7  | 4  | 田村敏和 | 2023年（令和05年）04月24日 | 現職                       | 前白山市教育長                 |

### 庁舎
白山市では本庁方式を採用している。本庁舎のほかに、2つの支所および5つの市民サービスセンターがある。
白山市役所
- 〒924-8688 白山市倉光二丁目1番地

支所
- 美川支所：白山市美川浜町ヨ103番地
- 鶴来支所：白山市鶴来本町4丁目ヌ85番地

市民サービスセンター
- 河内市民サービスセンター：白山市河内町福岡77番地
- 吉野谷市民サービスセンター：白山市佐良ニ136番地
- 鳥越市民サービスセンター：白山市別宮町ロ170番地
- 尾口市民サービスセンター：白山市瀬戸午10番地
- 白峰市民サービスセンター：白山市白峰ハ157番地1

### その他
白山市の公式ウェブサイトのURLは、かつてwww.city.hakusan.ishikawa.jpとwww.city.hakusan.lg.jpの2種類が存在していた。GoogleやYahoo! JAPANなどの検索エンジンにおいては前者で表示された反面、石川県のなどのリンク集においては後者で案内されていたが、2020年12月17日にURLを後者に統一した。

## 議会

### 白山市議会
- 定数21[15]
- 議長：中野進（なかの・すすむ）[15]
- 副議長：木谷和栄（きや・かずえ）[15]

会派
| 会派名   | 議席数 |
| -------- | ------ |
| 白政会   | 3      |
| 一創会   | 8      |
| 会派立志 | 4      |
| 無所属   | 6      |

2025年（令和7年）3月7日時点

### 石川県議会
- 白山市選挙区（定数4）

### 衆議院
- 小選挙区：石川2区 （小松市、加賀市、白山市、能美市、野々市市、能美郡）
- 任期：2021年10月31日 - 2025年10月30日
- 投票日：2021年10月31日
- 当日有権者数：325,273人
- 投票率：56.13％

| 当落 | 候補者名 | 年齢 | 所属党派   | 新旧別 | 得票数    | 重複 |
| ---- | -------- | ---- | ---------- | ------ | --------- | ---- |
| 当   | 佐々木紀 | 47   | 自由民主党 | 前     | 137,032票 | ○    |
|      | 坂本浩   | 57   | 日本共産党 | 新     | 27,049票  |      |
|      | 山本保彦 | 68   | 無所属     | 新     | 10,632票  |      |

## 経済

### 産業
- 産業人口
  - 一次産業 3.5%
  - 二次産業 36.9%
  - 三次産業 59.1%
- 金沢市への通勤率は27.4%（平成17年国勢調査）。

#### 農業
広い耕地と豊富な水を生かした稲作が平野部を中心に盛んであり、県内コメ生産額の14%を占める。トマト・レタス・メロンなどの野菜やナシの栽培も盛んである。

#### 工業
北部は扇状地であることから、大規模な工場建設が可能であり、各種製造業が盛ん。手取川の豊富な伏流水を活用した繊維や食品、精密機械などの工場が多い。
本社を置く主な企業
- EIZO（東証プライム）
- 石川製作所（東証スタンダード）
- クスリのアオキホールディングス（東証プライム）
- ウイルコホールディングス（東証スタンダード）
- 高松機械工業（東証スタンダード）
- オリエンタルチエン工業（東証スタンダード）
- 北日本紡績（東証スタンダード）

- ニッコー（名証メイン）
- 歯愛メディカル（東証スタンダード）
- アイレムソフトウェアエンジニアリング
- 浅野太鼓楽器店
- 金沢村田製作所
- トランテックス
- 中村留精密工業
- ヨシオ工業

主な事業所・工場
- アルバックテクノ石川CSセンター
- NECソリューションイノベータ北陸支社
- 大阪有機化学工業金沢工場
- ショセキ白山工場
- 津田駒工業松任工場

- ホクショー白山工場
- DIC北陸工場
- わらべや日洋北陸工場
- ファナック白山支社
- 小太郎漢方製薬美川工場・研究所

#### 商業
主な商業施設
- イオン松任店
- フェアモール松任
- ラスパ白山
- イオンモール白山[17][18][19]

### 伝統工芸
- 加賀獅子頭
- 和太鼓
- 美川刺繍（国指定伝統的工芸品）
- 牛首紬（県指定無形文化財）

- コツラ細工
- ひのき細工（県指定伝統工芸品）
- 美川仏壇
- 鶴来打刃物

### 酒造業

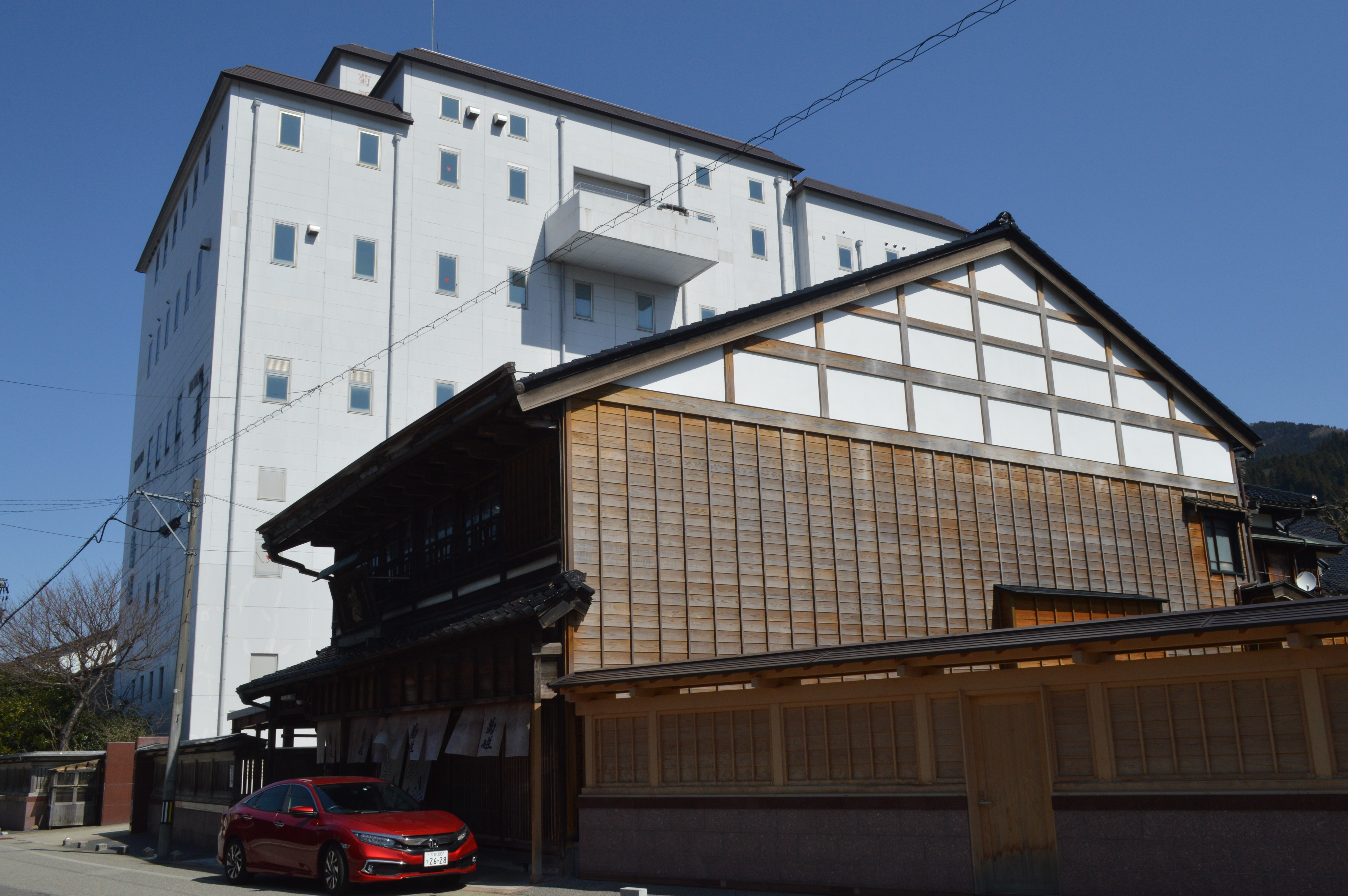
菊姫

白山の地理的表示が2005年から定められている。
- 車多酒造 - 代表銘柄「天狗舞」「五凛」
- 菊姫 - 代表銘柄「菊姫」
- 小堀酒造店 - 代表銘柄「萬歳楽」「加賀梅酒」
- 吉田酒造店 - 代表銘柄 「手取川正宗」
- 金谷酒造店 - 代表銘柄「高砂」

## 姉妹都市・提携都市
現在「白山市」として正式に親善友好都市関係にあるのは、国内1都市・国外5都市である。
合併前の各市町村が締結していた友好姉妹都市との関係は合併に伴って一部変更され、国外については白山市としてすべて引き続き継承、国内については松任市と藤枝市との締結関係のみを継承し、それ以外の締結関係は各地区の交流事業として継続されている。

### 国内
親善友好都市
- 藤枝市（静岡県）[21]
  - 1983年10月10日、旧松任市と親善友好都市提携。提携以来、中学生による訪問・スポーツ交流が続けられている。

各地区ごとの国内友好都市
- 大川村（高知県土佐郡）
  - 1984年、旧河内村と。村長同士が全国村長会の正副会長を務めた縁による。白山市誕生後も、河内・大川両中学生が修学旅行で互いの村を訪問しあう交流を続けている。
- 南有馬町（長崎県南高来郡 現・南島原市）
  - 1993年、旧鳥越村と友好町提携。「歴史的一揆（島原の乱・加賀一向一揆）があったまち」というつながりから。南有馬町が合併で消滅したため交流が途絶えていたが、2007年の「一向一揆まつり」に元町長らを招待。
- 新潟市江南区亀田地区（新潟県）
  - 2001年、旧鶴来町と旧亀田町が、双方の自治体名にちなんだ「鶴亀交流友好都市」として提携
- 美川町（山口県玖珂郡、現・岩国市）
- 美川村（愛媛県上浮穴郡、現・久万高原町）
- 三川町 （山形県東田川郡）
- 三川村（新潟県東蒲原郡、現・阿賀町）
- 三加和町 （熊本県玉名郡、現・和水町）
  - 以上5町村は旧美川町と（町村名が同じ「みかわ」）
- 門前町 （石川県鳳珠郡、現・輪島市）
  - 旧尾口村と。1668年に白山麓18か村が天領となった際、尾添の一部住民が門前に逃れたという経緯による。合併後も「白山祭り」に招待するなど、地域レベルの交流が続いている。

### 国外
- コロンビア市 （アメリカ合衆国 ミズーリ州）
  - 1988年3月7日、旧松任市と親善友好都市提携。両市の中学生を毎年交互に派遣している。
- 溧陽市（中華人民共和国 江蘇省）
  - 1995年10月9日、旧松任市と親善友好都市提携
- ペンリス市（オーストラリア ニューサウスウェールズ州）
  - 1995年10月9日、旧松任市と親善友好都市提携。2005年に、白山市として親善友好都市の再調印を行った。両市の高校生を毎年交互に派遣する交流を行っている。
- ラウンハイム市 （ドイツ ヘッセン州）
  - 1997年5月14日旧白峰村と友好都市提携。旧白峰村時代は、白峰中学校が修学旅行で同市を訪問していたが、2005年を最後に行われていない。
- ボージャンシー市 （フランス ロワレ県）
  - 1999年9月2日、旧鶴来町と友好都市提携
- ボストン町 （イングランド リンカンシャー州）
  - 2002年5月24日、旧美川町と姉妹都市提携

## 施設
警察
石川県警察白山警察署
- 旧松任警察署管轄地域
  - 一木駐在所
  - 笠間駐在所
  - 千代野駐在所
  - 徳光駐在所
  - 福留駐在所
  - 山島駐在所
  - 宮永交番
  - 美川交番

- 旧鶴来警察署管轄地域
  - 白山警察署鶴来庁舎
  - 道法寺駐在所
  - 日向駐在所
  - 河内駐在所
  - 吉野谷駐在所
  - 鳥越駐在所
  - 尾口駐在所
  - 白峰駐在所
  - しらやま交番

消防
- 白山野々市広域消防本部
  - 松任消防署
    - 千代野分署

  - 美川消防署
  - 鶴来消防署
  - 白山消防署
    - 白峰分署

医療
- 公立松任石川中央病院
- 公立つるぎ病院
- 吉野谷診療所
- 白峰診療所

上水道
白山市が手取川の伏流水を水源に、石川県環境部による県営水道が手取川を水源に供給する。
- 石川県営水道
  - 鶴来取水場
  - 鶴来浄水場

- 白山市上水道
  - 松任上水道センター
  - 千代野配水場

- 白山市簡易水道

下水道
白山市単独の公共下水道と、石川県下水道公社の加賀沿岸流域下水道・犀川左岸流域下水道に接続されている。
- 白山市公共下水道
  - 松任中央浄化センター
  - 西南部浄化センター
  - 南部浄化センター
  - 千代野処理場
  - 鶴来浄化センター
  - 直海谷終末処理場
  - 中部終末処理場
  - 吉野終末処理場
  - 中部終末処理場
  - 吉原終末処理場
  - 一里野終末処理場
  - 白峰処理センター

- 加賀沿岸流域下水道 （能美市の翠ヶ丘浄化センターで処理）
  - 美川中継ポンプ場
- 犀川左岸流域下水道 （金沢市の犀川左岸浄化センターで処理）

ゴミ処理
白山野々市広域事務組合
- 松任石川環境クリーンセンター

電話
金沢市のNTT西日本 金沢支店が管轄する(89 - 91局および97局を除く)。
- 市外局番は松任・美川地区が076（200 - 216,218 - 299）、それ以外が0761（89 - 98）である。なお、天気予報は0762-177である。
  - 2008年3月1日に、金沢MAと鶴来MAの統合で、市外局番が白山市全域で076と変更された。すでに市外局番が076の地域は従来通り。
    - 0761-89・90→076-297・250(ソフトバンク管轄)
    - 0761-91→076-228(楽天コミュニケーションズ管轄)
    - 0761-97→076-209(KDDI管轄)
    - 0761-92・93・94・95・96・98→076-272・273・254・255・256・259(NTT西日本管轄)

郵便
市内の集配は以下の郵便局が行う。
- 松任郵便局 - 〒924-00xx,924-08xx,924-85xx,924-86xx,924-87xx,〒929-02xx
- 鶴来郵便局 - 〒920-21xx
- 吉野郵便局 - 〒920-23xx
- 白峰郵便局 - 〒920-25xx
これ以外に15局の郵便局と6局の簡易郵便局がある。

また、夏季限定で白山の室堂ビジターセンター内に「白山山頂郵便局」が開設されている。
国の行政機関
- 国税庁
  - 金沢国税局
    - 松任税務署（博労）
- 厚生労働省
  - 石川労働局
    - 白山公共職業安定所（西新町）
- 農林水産省
  - 北陸農政局
    - 手取川流域農業水利事業所（鶴来本町）
- 林野庁
  - 近畿中国森林管理局
    - 石川森林管理署
      - 白峰森林事務所（白峰）
      - 手取川治山事業所（白峰）
      - 丸石谷治山事業所（八幡町）
- 国土交通省
  - 北陸地方整備局
    - 金沢河川国道事務所
      - 手取川出張所（美川永代町）
      - 白峰砂防出張所（白峰）
      - 尾口砂防出張所（瀬戸）
      - 松任海岸出張所（八ツ矢町）
      - 手取川ダム管理支所（女原）
      - 加賀国道維持出張所（村井町）
- 環境省
  - 中部地方環境事務所
    - 白山自然保護官事務所（白峰）

その他
- 石川県水産総合センター美川事業所
- 石川県農林試験場
- 白山自然保護センター
- 白山国立公園センター

## 教育

### 大学
- 金城大学（笠間キャンパス・松任キャンパス）
- 金沢工業大学（やつかほリサーチキャンパス・白山麓キャンパス）

### 専門職大学
- かなざわ食マネジメント専門職大学[22]

### 短期大学
- 金城大学短期大学部

### 高等専門学校
- 国際高等専門学校白山麓キャンパス（金沢工業大学と共用）

### 高等学校
- 石川県立（3校）
  - 石川県立翠星高等学校
  - 石川県立松任高等学校
  - 石川県立鶴来高等学校
- 白山市美川教育特区アットマーク国際高等学校（美川中学校内）

閉校となった高校
- - 学校法人叡明館叡明館中学校・高等学校（2001年生徒募集停止、2003年3月閉校）

### 中学校
校名のあとに◎のあるものは小中併設校である。
- 白山市立（9校）
  - 松任中学校
  - 北星中学校
  - 光野中学校
  - 笠間中学校
  - 美川中学校
  - 鶴来中学校
  - 北辰中学校
  - 鳥越中学校
  - 白嶺中学校◎

### 小学校
校名のあとに◎のあるものは小中併設校である。
- 白山市立（19校）
  - 松任小学校
  - 東明小学校
  - 北陽小学校
  - 旭丘小学校
  - 蕪城小学校
  - 千代野小学校
  - 白山市立松陽小学校
  - 白山市立石川小学校
  - 白山市立松南小学校
  - 白山市立蝶屋小学校
  - 美川小学校
  - 白山市立湊小学校
  - 白山市立朝日小学校
  - 白山市立広陽小学校
  - 明光小学校
  - 白山市立河内小学校|河内小学校
  - 鳥越小学校
  - 白嶺小学校◎
  - 白峰小学校

### 幼稚園
- ちよの幼稚園
- とくの幼稚園
- 鶴来第一幼稚園
- 鶴来第二幼稚園

### 各種学校
- 北陸中部自動車学校

### 図書館
- 白山市立松任図書館
- 白山市立美川図書館
- 白山市立鶴来図書館

- 白山市立鶴来図書館本町分館
- 白山市立かわち図書館

### 博物館・美術館等
- 白山市立博物館[23]
- 白山市立松任中川一政記念美術館
- 鳥越一向一揆歴史館
- 千代女の里俳句館
- 白山市石川ルーツ交流館[24]
- 白山市松任ふるさと館（旧吉田家住宅、国の登録有形文化財）[25][26]
- トレインパーク白山
- 石川県立白山ろく民俗資料館
- 石川県ふれあい昆虫館
- 白山自然保護センター 中宮展示館
- 手取川総合開発記念館
- 金城学園白山連峰美術館

### ホール・その他の文化施設
- 石川県立白山青年の家
- 石川県立白山ろく少年自然の家
- 白山市松任文化会館 ピーノ
- 白山市松任学習センター プララ

- 白山市美川文化会館 アクア
- コミュニティプラザふれ愛（美川駅に併設）
- 白山市鶴来総合文化会館 クレイン
- ノミレイク野鳥観察舎

### 体育施設
- 松任総合運動公園
- 美川総合スポーツセンター
- 白山市美川武道館
- 美川体育館
- バードハミング鳥越
- 白山郷公園

## 交通

### 鉄道
IRいしかわ鉄道
- IRいしかわ鉄道線
  - 小舞子駅 - 美川駅 - 加賀笠間駅 - 西松任駅 - 松任駅

北陸鉄道
- 石川線
  - 陽羽里駅 - 曽谷駅 - 道法寺駅 - 井口駅 - 小柳駅 - 日御子駅 - 鶴来駅

### 道路
- 高速道路
  - 高速自動車国道
    - 北陸自動車道 ： 美川IC - 白山IC
これとは別に、上記区間内の徳光PAにスマートICが設置されている。
- 一般国道
  - 国道8号(金沢バイパス(松任バイパス))
  - 国道157号(鶴来バイパス・山側環状)
  - 国道305号
  - 国道360号

- 県道
  - 主要地方道
    - 石川県道4号小松鶴来線
    - 石川県道8号松任宇ノ気線
    - 石川県道22号金沢小松線
（加賀産業開発道路(加賀産)）
    - 石川県道25号金沢美川小松線
    - 石川県道33号白山公園線
    - 石川県道44号小松鳥越鶴来線
    - 石川県道45号金沢鶴来線
    - 石川県道53号岩間一里野線
    - 石川県道58号鶴来美川インター線

- - 一般県道
    - 石川県道103号鶴来水島美川線
    - 石川県道104号松任美川線
    - 石川県道105号松任鶴来線
    - 石川県道109号阿手尾小屋線
    - 石川県道157号松任寺井線
    - 石川県道167号布橋出合線
    - 石川県道174号安吉松任線
    - 石川県道176号草深木呂場美川線
    - 石川県道178号木滑釜清水線
    - 石川県道179号野々市鶴来線(鶴来街道)
    - 石川県道180号河合江津線
    - 石川県道183号中町美川停車場線
    - 石川県道184号松本木津線

- -     - 石川県道186号倉部成線
    - 石川県道187号八日市松任停車場線
    - 石川県道188号三反田松任線
    - 石川県道189号額谷三浦線
    - 石川県道190号矢作松任線
    - 石川県道194号宮永横川町線
    - 石川県道195号倉部金沢線
    - 石川県道291号三日市松任線
    - 石川県道294号金沢小松自転車道線
（加賀海浜自転車道）
    - 石川県道302号手取川自転車道線
（手取キャニオンロード）

- 一般有料道路
  - 白山白川郷ホワイトロード（旧白山スーパー林道）

### バス
- 北鉄グループバス
  - 北陸鉄道
  - 北鉄金沢バス
  - 北鉄白山バス
  - 北鉄加賀バス - 旧鳥越村の一部
- コミュニティバス
  - めぐーる - 北鉄白山バスに運行を委託している。
  - シャトルバス のんキー - 滋賀交通グループに属するののいちバスが運行。北陸鉄道グループ以外のバス事業者が白山市内で初めて参入した路線である[27]。

#### 高速バス
松任海浜公園隣接の徳光パーキングエリア内の松任海浜公園バス停より乗降可能。
- 名古屋：北陸道ハイウェイバス（北陸鉄道・名鉄バス・西日本ジェイアールバス・ジェイアール東海バス）
- 大阪：JR大阪駅：北陸道青春昼特急大阪号、青春北陸ドリーム大阪号、百万石ドリーム大阪号（いずれも西日本ジェイアールバス）

また、小松空港行きのリムジンバスが、上記の松任海浜公園バス停だけでなく北陸松任バス停からも乗降可能。

### 港湾
漁港
- 第1種
  - 美川漁港

## マスメディア
新聞
- 北陸中日新聞 白山支局
- 北陸中日新聞 鶴来通信部
- 北國新聞 白山支社
- 北國新聞 白山別館
- 北國新聞 鶴来支局

ケーブルテレビ
- あさがおテレビ

## 名所・旧跡・観光スポット

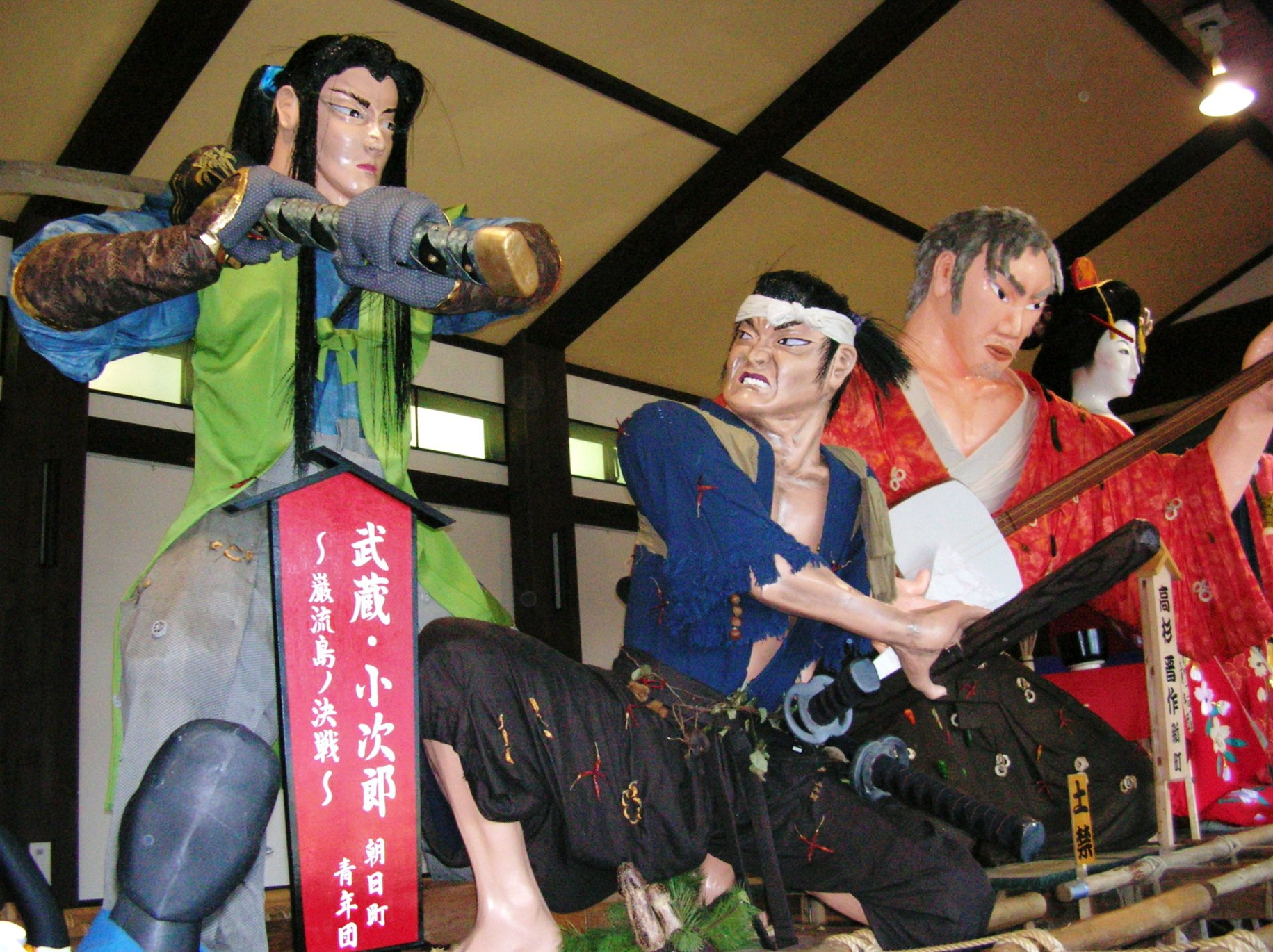
ほうらい祭り

### 白山
- 白山国立公園

- 市ノ瀬ビジターセンター
- 別当出合登山センター

- 白山室堂ビジターセンター
- 南竜ヶ馬場ビジターセンター

### 祭り・イベント
- 東二口文弥まつり （2月、尾口のでくまわし：重要無形民俗文化財）
- 雪だるま祭り （2月）
- 緑と花のフェスティバル （5月）
- おかえり祭り （5月第3土曜・日曜）
- CCZフェスティバル （7月）
- 河内千丈温泉平安まつり （7月）
- 雪おくりまつり （7月）
- 白山まつり （7月）

- 獅子吼高原スカイフェスタ （7月）
- 松任まつり （8月）
- 一向一揆まつり （8月）
- 一里野音楽祭 （8月）
- 手取川夏まつり （8月）
- 白山白川郷100kmウルトラマラソン（9月）
- ほうらい祭り（10月）
- 百万貫の岩まつり （10月）
- 新そばまつり （11月）

### スキー場
合併前の白山麓1町5村にそれぞれスキー場があり、5村営スキー場については、合併後は白山市が運営を継承、赤字解消のため、民間委託や廃止された。
- 一般向けスキー場
  - 白山セイモアスキー場（市所有、株式会社スノーエリアマネジメント白山（SAM白山）に運営委託）
  - 白山一里野温泉スキー場（市所有、SAM白山に運営委託）
- 競技用スキー場
  - 白峰アルペン競技場（旧白山白峰温泉スキー場、市所有・NPO法人に運営委託）
- 休止中
  - 獅子吼高原スキー場（民間） 2015年シーズンから休止中
  - 白山中宮温泉スキー場（市所有） 2008年シーズンから休止中[28]

このほか、以下の施設がある。
- 白峰クロスカントリー競技場（旧白峰村・市営）
- 白山一里野シャンツェ（旧尾口村） - 一里野スキー場に隣接するジャンプ台。ミディアムヒル。

がある。

### 名所・旧跡
- 東大寺領横江荘荘家跡（国の史跡）
- 鳥越城跡（国の史跡）
- 二曲城跡（鳥越城の附指定）
- 白峰 （重要伝統的建造物群保存地区、山村・養蚕集落）
- 御仏供スギ（国の天然記念物）
- 太田の大トチノキ（国の天然記念物）
- 百万貫の岩（石川県指定天然記念物、日本の地質百選）
- 北陸電力福岡第一発電所（登録有形文化財）
- 弘法池（名水百選）

- 手取峡谷
- 姥ヶ滝（日本の滝百選）
- 不動滝
- 白山比咩神社（加賀一宮）
- 石川県農林試験場 樹木公園
- 白山白川郷ホワイトロード
- 白山恐竜パーク白峰
- 松任城（松任城址公園・旧称の「おかりや公園」でも親しまれている）

### 保養・休憩施設
- 松任海浜公園
  - 徳光海水浴場
  - 松任海浜温泉
  - サイクリングターミナル シーサイドまっとう

- 松任グリンパーク
- 手取公園
- 小舞子海水浴場
- アプリコットパーク

- パーク獅子吼
- 横町うらら館
- 白山ろくテーマパーク
- 綿ヶ滝憩いの森

- 緑の村
- 国民宿舎 白山一里野荘

#### 温泉
- 美川温泉
- 松任海浜温泉
- 松任千代野温泉
- 白山杉の子温泉
- 河内千丈温泉
- 中宮温泉

- 岩間温泉
- 新岩間温泉（岩間温泉からの引湯）
- 白山一里野温泉（岩間温泉からの引湯）
- 行善寺温泉（社会福祉法人・佛子園運営の温泉場）
- 手取温泉
- 白峰温泉

#### 道の駅
- 道の駅一向一揆の里 （一向一揆歴史館に併設）
- 道の駅瀬女
- 道の駅めぐみ白山

## 白山市を舞台とした作品
映画
- RISE UP（2009年、監督：中島良）

文学
- 透光の樹（1999年）、作：髙樹のぶ子）‐　旧鶴来町が舞台。2004年に映画化。

## 著名な出身者
- 暁烏敏（僧侶、宗教家）
- 浅川マキ（歌手）
- 大谷駿斗（サッカー選手）
- 奥田敬和（政治家、衆議院議員）
- 音重鎮（元プロ野球選手）
- 乙田修三（作曲家、歌手）
- 石本他家男（実業家、デサント創業者）
- 尾山基（実業家、アシックス代表取締役社長、世界スポーツ用品工業連盟会長、日本スポーツ産業学会会長）
- 加賀千代女（俳人）
- MAYA（アイドル：NiziU）
- 金丸雄介（柔道選手）
- 桐崎栄二（YouTuber）
- きりざきまい（インフルエンサー）（桐崎栄二の妹）
- 澤田貴司（実業家、ファミリーマート代表取締役社長、リヴァンプ元代表パートナー、ファーストリテイリング元副社長）
- 作田裕次（サッカー選手）
- 島田清次郎（小説家）
- 昭和のいる（漫才師）
- 新貴裕（バレーボール選手）
- 隅谷正峯（刀工、人間国宝）
- 寺西秀人（元プロ野球選手）
- 中田大輔（トランポリン選手）
- 中田直人（元弁護士・茨城大学教授）
- 橋場正裕（バレーボール選手）
- 林一二（実業家、林一二創業者）
- ぶんぶんボウル（お笑いコンビ）
- 松田康甫（独立リーグ野球選手）
- 森下純平（柔道選手）
- 宮川拓美（柔道選手）
- 宮本利之（長野放送アナウンサー）
- 本谷有希子（劇作家、演出家、女優、声優、小説家）
- やまむらはじめ（漫画家）
- 山本あき（演歌歌手）
- 横西奏恵（女子競艇選手）